# Liste der Standseilbahnen
Eine Standseilbahn ist ein schienengebundenes Verkehrsmittel, das mit Hilfe eines Seilzugs bewegt wird. Da sie große Höhenunterschiede auf eigener Trasse gut überwinden können, sind Standseilbahnen häufig Bergbahnen, es existieren aber auch Anlagen, die flachere Trassen befahren wie etwa das Mini-Metro-System und das Cable-Liner-Shuttle-System als Seilbahnen im Stadtverkehr.

## Liste der Standseilbahnen
Legende:
Gleise – Anlagentyp:
- 1mA ... 1-gleisig mit Ausweiche
- 1oA ... 1-gleisig ohne Ausweiche
- 1kA ... 1-gleisig keine Angabe, ob mit oder ohne Ausweiche
- 1/2 ... 1-gleisig bis Ausweiche, 2-gleisig bis Bergstation
- 2 ... 2-gleisig
- 3SA ... 3 Schienen und Ausweiche

Steigung:
- (max) ... maximal
- (mit) ... mittlere
- (min) ... minimal

### Deutschland
| Ort, Strecke                                                  | Spur- weite (mm) | Gl- ei- se | Länge (km) | Höhen- unter- schied (m) | Gipfel- höhe (m) | größte Neigung (‰)  | System                                    | von          | bis               | Betrieb durch           | Artikel                                 | Bemerkungen                                                       |
| ------------------------------------------------------------- | ---------------- | ---------- | ---------- | ------------------------ | ---------------- | ------------------- | ----------------------------------------- | ------------ | ----------------- | ----------------------- | --------------------------------------- | ----------------------------------------------------------------- |
| Baden-Württemberg                                             |                  |            |            |                          |                  |                     |                                           |              |                   |                         |                                         |                                                                   |
| Baden-Baden, Merkur                                           | 1000             | 1mA        | 1,192      | 370                      | 657              | 540 (max)           | elektrisch                                | 16.08.1913   | heute             |                         | Merkurbergbahn                          |                                                                   |
| Bad Herrenalb                                                 | 1000             |            | 0,117      | 46                       | 398              | 637 (max) 277 (min) | elektrisch                                | 16.05.1998   | 31.12.2012        |                         | Falkenburgbahn                          | Schrägaufzug                                                      |
| Freiburg im Breisgau                                          | 1200             | 1oA        | 0,262      | 73                       | 398              | 404 (max) (= 22°)   | elektrisch                                | 19.07.2008   | heute             |                         | Schlossbergbahn                         | Schrägaufzug,                                                     |
| Heidelberg, Kornmarkt–Molkenkur (Untere Bergbahn)             | 1000             | 1mA        | 0,455      | 173                      | 276              |                     | Wasser elektrisch                         | 30.03.1890   | heute             | HSB                     | Heidelberger Bergbahn                   | 1907 Umstellung von Wasserballast- auf elektrischen Betrieb       |
| Heidelberg, Molkenkur–Königstuhl (Obere Bergbahn)             | 1000             | 1mA        | 0,975      | 261                      | 550              |                     | elektrisch                                | 01.06.1907   | heute             | HSB                     | Heidelberger Bergbahn                   |                                                                   |
| Kaiseringen, Bahnhof – Truppenübungsplatz Heuberg             | 600              | 2          | 2,4        |                          |                  |                     | Dampfmaschine                             | 1912         | 1921              |                         | Standseilbahn Kaiseringen               | Nichtöffentlicher Betrieb, Teil einer Feldbahnstrecke             |
| Karlsruhe–Durlach                                             | 1000             | 3SA        | 0,330      |                          |                  |                     | Wasser                                    | 01.05.1888   | 1966              |                         | Turmbergbahn                            |                                                                   |
| Karlsruhe–Durlach                                             | 1000             | 1mA        | 0,315      | 100                      |                  | 362 (max)           | elektrisch                                | 25.08.1966   | heute             | VBK                     | Turmbergbahn                            |                                                                   |
| Künzelsau, Bergbahn                                           | 1000             | 1mA        | 1,034      | 170                      | 404              | 330 (max)           | elektrisch                                | 03.10.1999   | heute             |                         | Standseilbahn Künzelsau                 |                                                                   |
| Stuttgart, Südheimer Platz–Waldfriedhof                       | 1000             | 1mA        | 0,536      | 85                       | 382              | 282 (max)           | elektrisch                                | 30.10.1929   | heute             | SSB                     | Standseilbahn Stuttgart                 | dient kaum touristischen Zwecken, sondern ist Teil des ÖPNV       |
| Bad Wildbad                                                   | 1000             | 1mA        | 0,756      | 291                      |                  | 530 (max) 370 (min) | elektrisch                                | 23.05.1908   | heute             |                         | Sommerbergbahn                          |                                                                   |
| Bad Wildbad, Klinik Dr. Rommel                                | 1000             |            |            |                          |                  |                     |                                           | 1971         |                   |                         |                                         | Schrägaufzug                                                      |
| Bayern                                                        |                  |            |            |                          |                  |                     |                                           |              |                   |                         |                                         |                                                                   |
| Hirschau, Monte Kaolino                                       |                  |            |            |                          |                  |                     |                                           | 1956         |                   |                         | Monte Kaolino-Bahn                      |                                                                   |
| Berchtesgaden, Salzbergwerk                                   |                  |            |            |                          |                  |                     |                                           |              |                   |                         |                                         |                                                                   |
| Bad Reichenhall                                               | 1000             |            |            |                          |                  |                     |                                           | 1909         | 1920              |                         | Standseilbahn Reichenhall               |                                                                   |
| Kochel, Walchenseekraftwerk                                   | 1000             |            | 0,310      |                          |                  |                     |                                           | 1924         |                   |                         |                                         | Werkbahn                                                          |
| Leoni–Rottmannshöhe                                           |                  |            |            |                          |                  |                     |                                           | 1897         | 1919              |                         |                                         |                                                                   |
| Hessen                                                        |                  |            |            |                          |                  |                     |                                           |              |                   |                         |                                         |                                                                   |
| Affolderner See (nahe Edersee), Peterskopf                    | 1435             |            | 0,917      | 290                      |                  | 455 (max)           |                                           | 08.06.1983   | heute             | E.ON                    | Peterskopfbahn                          | 1929 als Werkbahn eröffnet                                        |
| Wiesbaden, Neroberg                                           | 1000             | 3SA        | 0,438      | 83                       | 241              | 260 (max) 190 (mit) | Wasser                                    | 25.09.1888   | heute             | ESWE                    | Nerobergbahn                            | Eine der letzten Wasserballastbahnen                              |
| Willingen, Mühlenkopf                                         | 1000             | 1kA        | 0,310      |                          |                  |                     | elektrischer Trommelantrieb               | 2001         | heute             |                         | Standseilbahn Mühlenkopfschanze         |                                                                   |
| Niedersachsen                                                 |                  |            |            |                          |                  |                     |                                           |              |                   |                         |                                         |                                                                   |
| Bad Pyrmont, Herkulesstandbild – Bomberg                      | 775              |            | 1,0 etwa   |                          |                  |                     | 1. Benzin 2. Gas                          | 15.05.1895   | 1925              |                         | Bombergbahn                             |                                                                   |
| Nordrhein-Westfalen                                           |                  |            |            |                          |                  |                     |                                           |              |                   |                         |                                         |                                                                   |
| Dortmund–Hohensyburg                                          | 1000             | 1mA        | 0,487      |                          |                  |                     | elektrisch                                | 10.09.1903   | 1915              |                         |                                         | ab 1923 Abbruch                                                   |
| Hürth-Knapsack, Schrägaufzug A, RBW - RHEINBRAUN              | 900              | 2          | 0,450      | 64                       |                  | 143                 |                                           | 1925         | 25.05.1963        |                         |                                         | Maschinenfabrik Buckau R. Wolf, 14,3 % Steigung                   |
| Hürth-Knapsack, Schrägaufzug B, RBW - RHEINBRAUN              | 900              | 2          | 0,340      | 54                       |                  | 160                 |                                           | 1925         | 18.01.1975        |                         |                                         | Maschinenfabrik Buckau R. Wolf, 16,0 % Steigung                   |
| Rheinland-Pfalz                                               |                  |            |            |                          |                  |                     |                                           |              |                   |                         |                                         |                                                                   |
| Andernach, Krahnenberg                                        | 1000             | 1mA        | 0,514      | 145                      |                  | 335 (max)           | Wasser                                    | 11.10.1895   | 1944              |                         | Krahnenbergbahn                         | abgebaut 1947                                                     |
| Bad Ems, Malberg                                              | 1000             | 2          | 0,520      | 260                      |                  | 545 (max)           | Wasser                                    | 05.06.1887   | 1979              |                         | Malbergbahn                             | als Denkmal (Ruine) noch vorhanden                                |
| Bad Ems, Zentrum – Bismarckhöhe                               | 1000             | 1mA        | 0,220      | 132                      |                  | 780 (max)           | elektrisch                                | 19.09.1979   | heute             |                         | Kurwaldbahn                             |                                                                   |
| Koblenz–Laubach–Rittersturz                                   | 1000             | 1mA        | 0,408      | 93                       |                  |                     | elektrisch                                | 02.06.1928   | 25.10.1959        |                         | Rittersturzbahn                         | Steigung von 27,6 %                                               |
| Saarland                                                      |                  |            |            |                          |                  |                     |                                           |              |                   |                         |                                         |                                                                   |
| Saarbrücken, Verladestation Steinbruch – Steinbruch Eschberg  | 1000             | 1oA        | 0,506      |                          |                  |                     | Wasser                                    | 1895         | 1926              |                         | Standseilbahn Eschberg                  | Gleisreste noch unter Wegen und Büschen vorhanden                 |
| Sachsen                                                       |                  |            |            |                          |                  |                     |                                           |              |                   |                         |                                         |                                                                   |
| Dresden-Loschwitz, Körnerplatz–Weißer Hirsch (Bergbahnstraße) | 1000             |            | 0,547      | 99                       | 215              | 284 (max) 169 (mit) | Dampf                                     | 26.10.1895   | 1909              |                         | Standseilbahn Dresden                   |                                                                   |
| Dresden-Loschwitz, Körnerplatz–Weißer Hirsch                  | 1000             | 1mA        | 0,547      |                          |                  |                     | elektrisch (250 V Gleichstrom)            | 1909         | heute             | DVB                     | Standseilbahn Dresden                   |                                                                   |
| Dresden, Körnerweg–Lingnerschloss                             | 1000             | 1          | 0,090      | 40                       | 165              | 577 (max) 577 (mit) | elektrisch (200 V Gleichstrom)            | 1908         | 1916              |                         | Schrägaufzug Lingnerschloß              |                                                                   |
| Erdmannsdorf–Augustusburg                                     | 1000             | 1mA        | 1,237      | 168                      | 461              | 201 (max) 135 (mit) | elektrisch (250 V Gleichstrom)            | 24.06.1911   | heute             |                         | Drahtseilbahn Erdmannsdorf–Augustusburg | Umbau 1973                                                        |
| Freital–Zauckerode                                            |                  |            |            |                          |                  |                     |                                           |              | 1987 (spätestens) |                         | Standseilbahn Zauckerode                | Standseilbahn im Steinkohlenwerk                                  |
| Sachsen-Anhalt                                                |                  |            |            |                          |                  |                     |                                           |              |                   |                         |                                         |                                                                   |
| Wendefurth, Talsperre Wendefurth, Kraftwerk                   | 1250             | 1oA        | 0,260      | 103                      | 458              | 520 (max) 452 (mit) | elektrisch (290 V Gleichstrom)            | 16.04.1968   | heute             |                         | Standseilbahn Wendefurth                |                                                                   |
| Zeitz, Freiligrathstraße – Wendenstraße                       | 1435             | 2          | 0,305      | 46                       |                  | 325 (max) 108 (mit) | Dampf                                     | 05.08.1877   | 13.12.1959        |                         | Standseilbahn Zeitz                     | erste Standseilbahn Deutschlands, sechste in Europa               |
| Wolfschacht der Mansfeld AG, 7.–8. Sohle (unter Tage)         | 1000             | 2          | 0,750      |                          |                  |                     |                                           | 1933         | ~1953             |                         |                                         |                                                                   |
| Wolfschacht der Mansfeld AG, 8.–9. Sohle (unter Tage)         | 1000             | 1mA        | 0.760      |                          |                  |                     |                                           | 1934         | 1953 etwa         |                         |                                         |                                                                   |
| Schleswig-Holstein                                            |                  |            |            |                          |                  |                     |                                           |              |                   |                         |                                         |                                                                   |
| Altona/Elbe (ab 1866 preußisch, zuvor dänisch)                |                  | 2          | 0,210      |                          |                  |                     | Pferdegöpel, ab 1849 mit Dampfmaschine    | 1845         | 1879              | Altona-Kieler Eisenbahn | Altonaer Hafenbahn                      |                                                                   |
| Helgoland                                                     |                  |            |            |                          |                  |                     |                                           | 1890         | 1939              |                         |                                         | Schienenseilbahn für Feldbahnzüge zwischen Unterland und Oberland |
| Thüringen                                                     |                  |            |            |                          |                  |                     |                                           |              |                   |                         |                                         |                                                                   |
| Pumpspeicherwerk Hohenwarte II                                | 1250             | 1oA        | 0,693      | 299                      | 532              | 725(max) 490 (mit)  | elektrisch (500 V Gleichstrom)            | 10.02.1964   | heute             |                         | Standseilbahn Hohenwarte                |                                                                   |
| Oberweißbach                                                  | 1800             | 1mA        | 1,351      | 323                      | 664              | 250(max) 239(mit)   | elektrisch (400 V Dreiphasenwechselstrom) | 1922 Februar | heute             | DB                      | Oberweißbacher Bergbahn                 |                                                                   |

### Österreich
| Ort, Strecke                                               | Spur- weite (mm)      | Gl- ei- se | Länge (km) | Höhen- unter- schied (m) | Gipfel- höhe (m) | größte Neigung (‰)            | Antrieb                                | von                   | bis              | Betrieb durch                               | Artikel                            | Bemerkungen |
| ---------------------------------------------------------- | --------------------- | ---------- | ---------- | ------------------------ | ---------------- | ----------------------------- | -------------------------------------- | --------------------- | ---------------- | ------------------------------------------- | ---------------------------------- | --- |
| Kärnten                                                    |                       |            |            |                          |                  |                               |                                        |                       |                  |                                             |                                    | |
| Flattach                                                   |                       | 1mA        | 4,827      | 1012                     | 2234             | 249 (max)                     | elektrisch                             | __.10.1997            | heute            | Mölltaler Gletscherbahnen                   | Gletscherexpress                   | Weltweit längste Standseilbahn, Stollenbahn                                                                                           |
| Großglockner, Pasterze – Kaiser-Franz-Josefs-Höhe          |                       | 1mA        | 0,212      |                          |                  |                               | elektrisch                             | 15.09.1963            | heute            |                                             | Pasterzenbahn                      | |
| Heiligenblut                                               |                       |            |            |                          |                  |                               | elektrisch                             | 1987                  |                  |                                             | Stollenbahn Fleißalm               | |
| Kolbnitz, Tratten – Kreuzeck                               | 1000                  | 1mA        | 1,280      | 606                      | 1211             | 750 (max)                     | elektrisch                             | 09.10.1974            | heute            | Draukraft Touristik                         | Kreuzeckbahn                       | |
| Kolbnitz, Zandlach – Schütter                              | 1000                  | 1oA        | 1,185      | 567                      |                  | 820 (max) 550 (mit)           | elektrisch                             | __.03.1950            | 2016             | Draukraft Touristik                         | Reißeckbahn, 1. Abschn.            | |
| Kolbnitz, Schütter – Trog                                  | 1000                  | 1oA        | 1,260      | 535                      |                  | 480 (mit)                     | elektrisch                             | __.06.1953            | 2014             |                                             | Reißeckbahn, 2. Abschn.            | |
| Kolbnitz, Trog – Schoberboden                              | 1000                  | 1oA        | 1,130      | 495                      |                  | 490 (mit)                     | elektrisch                             | __.03.1954            | 2014             |                                             | Reißeckbahn, 3. Abschn.            | |
| Niederösterreich                                           |                       |            |            |                          |                  |                               |                                        |                       |                  |                                             |                                    | |
| Annaberg, Kraftwerk Wienerbruck, Material-Standseilbahn    | 2000                  | 1oA        | 0,380      | 220                      |                  |                               | elektrisch                             | 1954                  | heute            |                                             |                                    | nicht öffentliche Werkbahn, nordöstlich des KrW, am Weg bergauf zum KrW                                                               |
| Oberösterreich                                             |                       |            |            |                          |                  |                               |                                        |                       |                  |                                             |                                    | |
| Gmunden, Schrägaufzug Steinbruch                           |                       |            |            |                          |                  |                               |                                        | 19??                  |                  |                                             | Standseilbahn Hans Hatschek AG     | nicht öffentliche Werkbahn |
| Hallstatt                                                  |                       | 1mA        | 0,548      | 325                      | 838              | 815                           | elektrisch                             | 01.05.1980            |                  | Oesterreichische Salinen AG                 | Salzbergbahn                       | |
| Spital am Pyhrn, Wurzeralm                                 | 1435                  | 1mA        | 2,937      | 622                      | 1430             | 300 (max)                     | elektrisch                             | 15.07.1978            | heute            | Hinterstoder Wurzeralm Bergbahnen AG        | Wurzeralmbahn                      | 3 Tunnel oberhalb der Ausweiche (386 m, 190 m, 74 m), Winter- + Sommersaison; Pritschenwagen transportierte 2014 einen Feuerwehrwagen |
| Salzburg                                                   |                       |            |            |                          |                  |                               |                                        |                       |                  |                                             |                                    | |
| Bad Hofgastein                                             | 1200                  | 1mA        | 1,251      | 459                      | 1302             | 485                           | elektrisch                             | 15.09.1964            | 2018             |                                             | Schlossalmbahn                     | |
| Kaprun                                                     |                       |            | 0,257      |                          |                  |                               |                                        | 1952                  |                  |                                             | Gipfelbahn Kaprun                  | |
| Kaprun                                                     | 946                   |            | 4,050*     | 1535                     | 2446             | 500                           |                                        | 23.03.1974            | 11.11.2000       |                                             | Gletscherbahn Kaprun 2             | * davon 3300 m im Tunnel, nach Brand außer Betrieb                                                                                    |
| Kaprun, Lärchwandschrägaufzug                              | 3600 8200             | 1oA        | 0,820      | 431                      | 1640             | 810 (max)                     | elektrisch                             | 1941 1952             |                  |                                             | Lärchwandschrägaufzug              | renoviert 1971 und 1982, sehr breite Spur, hohe Nutzlast, trägt einen Autobus quer                                                    |
| Kaprun, Schrägaufzug Möllpumpwerk                          | 2340                  |            | 0,154      |                          |                  |                               |                                        | 1954                  |                  |                                             |                                    | nicht öffentliche Werkbahn |
| Kaprun, Schrägaufzug Limbergstollen - Ost                  | 650                   |            |            |                          |                  | 0,400                         |                                        | 1952                  |                  |                                             |                                    | nicht öffentliche Werkbahn |
| Kaprun, Schrägaufzug Limbergstollen - West                 | 880                   |            |            |                          |                  | 0,186                         |                                        | 1955                  |                  |                                             |                                    | nicht öffentliche Werkbahn |
| Kaprun, Schrägaufzug Limbergstollen                        | 800                   |            | 0,923      | 583                      | 1547             | 830                           |                                        | 1949                  |                  |                                             |                                    | nicht öffentliche Werkbahn, Tunnelstrecke, renoviert 1969                                                                             |
| Kaprun, Kapruner Winkel – Maiskogelgipfel                  | 1600                  |            | 1,440      | 755                      | 1540             | 632                           |                                        | 1943                  |                  |                                             | Maiskogelschrägaufzug              | nicht öffentliche Werkbahn, renoviert 1969                                                                                            |
| Salzburg, Altstadt – Festung Hohensalzburg                 |                       |            |            |                          |                  |                               | Wasser (Ballast)                       | 30.07.1892            | 1959             | SETG                                        | Festungsbahn Salzburg              | |
| Salzburg                                                   | 1040                  | 1mA        | 0,196      | 97                       |                  | 600                           | elektrisch                             | 16.04.1960            | heute            |                                             | Festungsbahn Salzburg              | |
| Salzburg, Kloster Nonnberg – Hohensalzburg                 | 1300, (ab 1951: 1435) | 1oA        | 0,190      | 80                       | 535              | 670                           | Muskel (Pferde, Sträflinge) elektrisch | 1460 1910             | heute            |                                             | Reißzug                            | keine öffentlich benutzbare Bahn, weltweit älteste erhaltene Standseilbahn                                                            |
| Steiermark                                                 |                       |            |            |                          |                  |                               |                                        |                       |                  |                                             |                                    | |
| Graz                                                       | 1000                  | 3SA        | 0,210      | 109                      |                  | 599                           | Dampf elektrisch                       | 25.11.1894 12.04.1900 | 2./3.10.1960 (?) |                                             | Schlossbergbahn                    | mit Riggenbachschiene für Bremszahnrad                                                                                                |
| Graz                                                       | 1000                  | 1mA        | 0,210      |                          |                  |                               | elektrisch                             | 9./10.06.1961         | 29.02.2004       |                                             | Schlossbergbahn                    | neues Gleis mit Abtscher Weiche, neue Wagen                                                                                           |
| Graz                                                       | 1000                  | 1mA        | 0,210      |                          |                  |                               | elektrisch                             | 01.08.2004            | heute            | Holding Graz Linien                         | Schlossbergbahn                    | neue Wagen mit Glasdach auf Chassis aus 1961                                                                                          |
| Erzberg                                                    | 1000                  | 1mA        | 1,317      | 482                      |                  | 610                           | elektrisch                             | 1924                  | 1965             |                                             | Hugo-Stinnes-Aufzug                | Werkbahn, 2 Sektionen mit Umstieg in Mitte, 500V Oberleitung für Magnetschienenbremse                                                 |
| Tirol                                                      |                       |            |            |                          |                  |                               |                                        |                       |                  |                                             |                                    | |
| Ellmau – Hartkaiser                                        | 1435                  |            | 2,316      | 705                      | 1524             | 450                           |                                        | 30.11.1972            | 05.04.2015       |                                             | Hartkaiserbahn                     | |
| Hochzirl                                                   | 1000                  | 1mA        | 0,260      | 75                       | 1000             | 300 (konst)                   | elektrisch                             | 1925                  | ~1960            |                                             |                                    | Verbindung von Bahnhof und Krankenhaus Hochzirl                                                                                       |
| Axamer Lizum – Hoadlgipfel                                 | 1435                  | 1mA        | 2,105      | 762                      | 2334             | 540                           | elektrisch                             | 20.12.1975            |                  | Axamer Lizum Aufschließungs AG              | Olympiabahn                        | |
| Innsbruck, Saggen – Hungerburg                             | 1000                  | 1mA        | 0,839      | 292                      | 860              | 550                           | elektrisch                             | 10.09.1906            | Dezember 2005    | Innsbrucker Verkehrsbetriebe                | Hungerburgbahn (1906–2005)         | renoviert 1930 und 1957, Strecke stillgelegt, Innbrücke + Viadukt denkmalgeschützt                                                    |
| Innsbruck, Congress – Hungerburg                           | 1440                  | 1mA        | 1,838      | 288                      | 857              |                               | elektrisch                             | Dezember 2007         | heute            |                                             | Hungerburgbahn                     | 2 Tunnel, bis auf Bergstation + 100 m davor völlig neu und viel länger trassiert                                                      |
| Kufstein, Stadtzentrum (Festungsneuhof) – Festung Kufstein |                       |            |            |                          |                  |                               |                                        |                       |                  |                                             | Panoramabahn Kaiser Maximilian     | |
| St. Anton am Arlberg – Gampen                              | 1435                  | 1mA        | 1,414      | 538                      | 1814             | 484                           |                                        | 02.02.1973            | 2001             | Arlberger Bergbahnen                        | Kandaharbahn                       | |
| St. Johann in Tirol – Windeck (Sektion 1)                  | 1000                  | 1mA        | 0,57       | 120                      | 780              | 220                           | elektrisch                             | 1953                  | vor 2003         | Bergbahn St. Johann                         |                                    | [ 5 ] |
| Windeck – Angereralm (Sektion 2)                           | 1000                  | 1mA        | 1,95       | 420                      | 1200             | 380                           | elektrisch                             | 21.12.1955            | vor 2003         | Bergbahn St. Johann                         |                                    | [ 5 ] |
| St. Leonhard im Pitztal – Mittelbergferner                 | 1000                  | 1mA        | 3,786      | 1111                     | 2841             | 376                           | elektrisch                             | 23.12.1983            |                  | Pitztaler Gletscherbahn GmbH & Co KG        | Pitztaler Gletscherbahn            | Tunnelbahn |
| Seefeld in Tirol – Rosshütte                               | 1200                  | 1mA        | 2,469      | 516                      | 1751             | 372                           | elektrisch                             | 20.12.1969            |                  | Bergbahnen Rosshütte Seefeld-Tirol-Reith AG | Standseilbahn Rosshütte            | |
| Serfaus                                                    |                       | 1oA        | 1,280      | 20                       |                  | 5                             | elektrisch (950 V Wechsel- strom)      | 14.12.1985            |                  | Seilbahn Komperdell GmbH                    | Dorfbahn Serfaus                   | unterirdische Luftkissenseilbahn |
| Vorarlberg                                                 |                       |            |            |                          |                  |                               |                                        |                       |                  |                                             |                                    | |
| Latschau – Matschwitz                                      | 1000                  | 1oA        | 1,312      | 525                      | 1520             | 713 (max) 493 (mit) 163 (min) | elektrisch                             | 1954                  | 1995             |                                             | Golmerbahn                         | |
| Matschwitz – Grüneck                                       | 1000                  | 1mA        | 1,224      | 370                      | 1890             | 399 (max) 241 (mit) 149 (min) | elektrisch                             | 1954                  | 1995             |                                             | Golmerbahn                         | |
| Partenen – Trominer                                        | 1000                  | 1mA        | 1,453      | 700                      | 1730             | 856 (max) 554 (mit)           | elektrisch                             | 1928                  | 1994             |                                             | Vermuntbahn                        | |
| Wien                                                       |                       |            |            |                          |                  |                               |                                        |                       |                  |                                             |                                    | |
| Döbling, Donauwarte – Leopoldsberg                         | 1895                  | 2          | 0,975      | 242                      | 396              | 373                           | Dampf- maschine                        | 1873                  | 1876             | Österreichische Bergbahn- gesellschaft      | Drahtseilbahn auf den Leopoldsberg | |
| Haltertal nahe Rieglerhütte – Sophienalpe                  | 1200                  | 2          | 0,610      | 108                      | 477              | 250                           | Dampf- maschine                        | 1873                  | 1881             | Georg Sigl                                  | Seilbahn auf die Sofienalpe        | |

### Nordeuropa
| Ort, Strecke                                                 | Spur- weite (mm) | Gl- ei- se | Länge (km) | Höhen- unter- schied (m) | Gipfel- höhe (m) | größte Neigung (‰) | System                                 | von        | bis    | Betrieb durch              | Artikel               | Bemerkungen                                  |
| ------------------------------------------------------------ | ---------------- | ---------- | ---------- | ------------------------ | ---------------- | ------------------ | -------------------------------------- | ---------- | ------ | -------------------------- | --------------------- | -------------------------------------------- |
| Dänemark                                                     |                  |            |            |                          |                  |                    |                                        |            |        |                            |                       |                                              |
| Altona/Elbe (bis 1866 dänisch, danach preußisch/Deutschland) |                  | 2          | 0,210      |                          |                  |                    | Pferdegöpel, ab 1849 mit Dampfmaschine | 1845       | 1879   | Altona-Kieler Eisenbahn    | Altonaer Hafenbahn    |                                              |
| Norwegen                                                     |                  |            |            |                          |                  |                    |                                        |            |        |                            |                       |                                              |
| Bergen Stadtzentrum – Fløyen                                 | 1000             | 1mA        | 0,844      | 302                      | 320              | 488                | elektrisch                             | 15.01.1918 | heute  | Fløi- banen AS             | Fløibanen             |                                              |
| Rjukan, Gaustatoppen                                         |                  |            |            |                          |                  |                    |                                        |            |        |                            | Gaustabanen           |                                              |
| Tyssedal (für Kraftwerksbau errichtet)                       | 600              | 2          | 0,960      | 430                      | 860              |                    | elektrisch                             | 1911       | (2012) |                            | Mågelibanen           | modernisiert 1988, offene Wagen (Stand 2007) |
| Schweden                                                     |                  |            |            |                          |                  |                    |                                        |            |        |                            |                       |                                              |
| Stockholm, Hazeliusporten – Skansen                          | 1000             | 1mA        | 0,107      |                          |                  | 340                |                                        | 21.07.1897 | 1959   |                            | Skansens Bergbana     |                                              |
| Stockholm, Skansen                                           | 1000             | 1mA        | 0,196      | 34,6                     | 73,9             | 247                | elektrisch                             | 18.04.1973 | heute  |                            | Skansens Bergbana     |                                              |
| Stockholm, Liljeholmen, Nybohovsbacken 45                    |                  | 1          | 0,230      | 37                       |                  |                    |                                        | 05.04.1964 |        | Storstockholms Lokaltrafik | Nybohovshissen        |                                              |
| Stockholm, Skärholmen                                        |                  |            |            |                          |                  |                    |                                        |            | heute  |                            | Skärholmens bergbana  |                                              |
| Åre, Torget–Fjällgaarden                                     | 1000             | 1mA        | 0,792      | 158                      | 556              |                    |                                        | 10.03.1910 | heute  |                            |                       |                                              |
| Nacka, Nacka Strand                                          |                  |            |            |                          |                  |                    |                                        |            |        |                            | Nacka Strand bergbana |                                              |

### Nordwesteuropa
| Ort, Strecke                                          | Spur- weite (mm) | Gl- ei- se | Länge (km) | Höhen- unter- schied (m) | Gipfel- höhe (m) | größte Neigung (‰) | System                      | von                | bis        | Betrieb durch                                      | Artikel                                   | Bemerkungen                                                                           |
| ----------------------------------------------------- | ---------------- | ---------- | ---------- | ------------------------ | ---------------- | ------------------ | --------------------------- | ------------------ | ---------- | -------------------------------------------------- | ----------------------------------------- | ------------------------------------------------------------------------------------- |
| Großbritannien                                        |                  |            |            |                          |                  |                    |                             |                    |            |                                                    |                                           |                                                                                       |
| England                                               |                  |            |            |                          |                  |                    |                             |                    |            |                                                    |                                           |                                                                                       |
| Region Groß-London                                    |                  |            |            |                          |                  |                    |                             |                    |            |                                                    |                                           |                                                                                       |
| London, Paul’s Walk – Peter’s Hill                    |                  |            | 0,027      |                          |                  |                    |                             |                    |            |                                                    | Millennium Bridge Inclined Lift           |                                                                                       |
| Region Yorkshire and the Humber                       |                  |            |            |                          |                  |                    |                             |                    |            |                                                    |                                           |                                                                                       |
| Grafschaft North Yorkshire (Ort)                      |                  |            |            |                          |                  |                    |                             |                    |            |                                                    |                                           |                                                                                       |
| Saltburn-by-the-Sea                                   |                  |            |            | 37                       |                  |                    |                             | 1870               | 1883       |                                                    | Cliff Hoist                               | Abbau 1883                                                                            |
| Saltburn-by-the-Sea                                   | 1435             | 2          | 0,063      | 37                       |                  |                    | Wasser elektrisch           | 28.06.1884 ab 1924 | heute      |                                                    | Saltburn Cliff Lift                       | Steigung 710 ‰,                                                                       |
| Scarborough, South Sands – City                       | 1435             | 2          | 0,077      |                          |                  |                    | Dampf elektrisch            | 01.08.1881 1910    | 1910 heute |                                                    | Central Tramway Cliff Lift                | Steigung 57,8 %                                                                       |
| Scarborough, Peasholm Gap – North promenade           | 1981             | 2          | 0,051      |                          |                  |                    | elektrisch                  | 1930               | __.09.1996 |                                                    | North Cliff Lift                          | Steigung 57,8 %                                                                       |
| Scarborough, South Sands – Esplanade                  | 1435             | 2          | 0,087      |                          |                  |                    | Wasser elektrisch           | 06.07.1875 1947    | 1947 heute |                                                    | South Cliff Lift                          | erste Standseilbahn in Großbritannien, ab 1997 automatisch, Steigung 63 %             |
| Scarborough, South Sands – Grand Hotel                | 2287             | 2          | 0,031      |                          |                  |                    | elektrisch                  | 05.08.1929         | 2007       |                                                    | Saint-Nicholas Cliff Lift                 | Steigung 114 %                                                                        |
| Scarborough, North Sands – Queens Parade              | 1219             | 2          | 0,087      |                          |                  |                    | Wasser                      | 08.08.1878         | 1887       |                                                    | Queen’s Parade Cliff Lift                 |                                                                                       |
| York, Leeman Road – Eisenbahnmuseum                   |                  |            |            |                          |                  |                    |                             |                    | 2013       |                                                    | National Railway Museum Inclinator        |                                                                                       |
| Grafschaft West Yorkshire (Ort)                       |                  |            |            |                          |                  |                    |                             |                    |            |                                                    |                                           |                                                                                       |
| Shipley–Saltaire                                      | 508              | 2          |            |                          |                  |                    | Gas                         | 18.05.1895         |            |                                                    | Shipley Glen Cable Tramway                |                                                                                       |
| Shipley–Saltaire                                      | 508              | 2          |            |                          |                  |                    | Öl                          | 1915               |            |                                                    | Shipley Glen Cable Tramway                |                                                                                       |
| Shipley–Saltaire                                      | 508              | 2          | 0,400      |                          |                  | 143                | elektrisch                  | 1928               | heute      |                                                    | Shipley Glen Cable Tramway                |                                                                                       |
| Wakefield, National Coal Mining Museum                | 686              | 1          |            |                          |                  |                    | elektrisch                  | 22.10.1990         | heute      |                                                    |                                           |                                                                                       |
| Region Nordwestengland (Grafschaft, Ort)              |                  |            |            |                          |                  |                    |                             |                    |            |                                                    |                                           |                                                                                       |
| Manchester                                            |                  | 1          | 0,045      |                          |                  |                    | elektrisch                  | 06.06.2002         |            | URBIS Museum                                       |                                           |                                                                                       |
| Region Ostengland (Grafschaft, Ort)                   |                  |            |            |                          |                  |                    |                             |                    |            |                                                    |                                           |                                                                                       |
| Essex, Southend-on-Sea                                | 1372             | 1oA        | 0,040      | 17                       |                  |                    | elektrisch                  | __.08.1912         | heute      |                                                    | Southend Cliff Railway                    | Steigung 434 ‰                                                                        |
| Region Südostengland (Grafschaft, Ort)                |                  |            |            |                          |                  |                    |                             |                    |            |                                                    |                                           |                                                                                       |
| Berkshire, Windsor, Legoland Windsor Resort           |                  |            |            |                          |                  |                    |                             |                    |            |                                                    | Legoland Hill Train                       | alter Name: Windsor Safari Park Funicular                                             |
| East Sussex, Brighton, Devil’s Dyke                   |                  |            |            |                          |                  |                    |                             |                    | a.B.       |                                                    | Devil’s Dyke Steep Grade Railway          |                                                                                       |
| East Sussex, Hastings, Osthügel                       | 1524             | 2          | 0,081      |                          |                  |                    | Wasser                      | 09.04.1903         | 1976       |                                                    | East Hill Cliff Railway (1903–1976)       | Steigung: 780 ‰                                                                       |
| East Sussex, Hastings, Osthügel                       | 1524             | 2          | 0,081      |                          |                  |                    | elektrisch                  | 1976               | heute      |                                                    | East Hill Cliff Railway                   | steilste Standseilbahn in Großbritannien                                              |
| East Sussex, Hastings, Westhügel                      | 1829             | 2          | 0,152      | 52                       |                  |                    | Gasmotor                    | 28.08.1891         | 1924       |                                                    | West Hill Cliff Railway                   | Steigung: 330 ‰                                                                       |
| East Sussex, Hastings, Westhügel                      | 1829             | 2          | 0,152      |                          |                  |                    | Dieselmotor                 | 1924               | 1971       |                                                    | West Hill Cliff Railway                   | überwiegend im Tunnel                                                                 |
| East Sussex, Hastings, Westhügel                      | 1829             | 2          | 0,152      |                          |                  |                    | elektrisch                  | 1971               | heute      |                                                    | West Hill Cliff Railway                   |                                                                                       |
| Kent, Broadstairs,                                    | 1600             | 1oA        | 0,037      |                          |                  |                    | elektrisch                  | 1910               | 1991       |                                                    | Broadstairs Cliff Railway                 | ganz im Tunnel,                                                                       |
| Kent, Folkestone, The Leas Lift                       |                  |            |            |                          |                  |                    | Wasser                      | 1885               |            |                                                    | Leas Lift                                 |                                                                                       |
| Kent, Margate, (Cliftonville Lido)                    | 1524             | 1          | 0,021      |                          |                  |                    | elektrisch                  | 1913               | 197_       |                                                    | Margate Cliff Railway                     |                                                                                       |
| Region Südwestengland (Grafschaft, Ort)               |                  |            |            |                          |                  |                    |                             |                    |            |                                                    |                                           |                                                                                       |
| Cornwall, St Michael’s Mount                          |                  |            |            |                          |                  |                    |                             |                    |            |                                                    | St Michael’s Mount Tramway                | private U-SSB für Güter                                                               |
| Cornwall, Lizard Point, The Lizard Lifeboat Station   | 2438             |            |            |                          |                  |                    |                             |                    |            | Royal National Lifeboat Institution                |                                           |                                                                                       |
| Cornwall, Padstow                                     |                  |            |            |                          |                  |                    |                             |                    |            | Royal National Lifeboat Institution                |                                           |                                                                                       |
| Cornwall, Sennen, Sennen Cove                         | 690              | 1          |            |                          |                  |                    | elektrisch                  |                    |            |                                                    |                                           | privat,                                                                               |
| Devon, Lynton-Lynmouth                                | 1143             | 3SA        | 0,263      |                          |                  |                    | Wasser                      | 07.04.1890         | heute      |                                                    | Lynton and Lynmouth Cliff Railway         | eine der letzten Wasserballastbahnen                                                  |
| Devon, Torquay, Babbacombe – Oddicombe Beach          | 1727             |            | 0,219      |                          |                  |                    |                             | 01.04.1926 1951    | 194_ heute |                                                    | Babbacombe Cliff Railway                  |                                                                                       |
| Dorset, Bournemouth, Ostklippe                        | 1676             | 2          | 0,052      |                          |                  |                    | elektrisch                  | 16.04.1908         |            |                                                    |                                           |                                                                                       |
| Dorset, Bournemouth, Westklippe                       | 1676             | 2          | 0,044      |                          |                  |                    | elektrisch                  | 01.08.1908         |            |                                                    |                                           | Steigung 704 ‰                                                                        |
| Dorset, Bournemouth, Southbourn                       | 1676 bzw. 1727 ? | 2          | 0,039      |                          |                  |                    | elektrisch                  | 1935               |            |                                                    |                                           | Steigung 671 ‰                                                                        |
| Somerset, Bristol, Hotwells – Clifton                 | 1435 ? 965       | 2          | 0,137      | 61                       |                  |                    | Wasser                      | 11.03.1893         | 01.10.1934 |                                                    | Clifton Rocks Railway                     | Steigung 450 ‰                                                                        |
| Region Westmittelland (Grafschaft, Ort)               |                  |            |            |                          |                  |                    |                             |                    |            |                                                    |                                           |                                                                                       |
| Shropshire, Bridgnorth                                | 1067             | 2          | 0,061      |                          |                  |                    | Wasser                      | 07.07.1892         | 1943       | The Bridgnorth Castle Hill Railway Company Limited | Bridgnorth Cliff Railway                  |                                                                                       |
| Shropshire, Bridgnorth                                | 1067             | 2          | 0,061      | 34                       |                  | 640                | elektrisch                  | 09.05.1944         | heute      |                                                    | Bridgnorth Cliff Railway                  |                                                                                       |
| Wales (Region, Ort)                                   |                  |            |            |                          |                  |                    |                             |                    |            |                                                    |                                           |                                                                                       |
| Gwynedd, Blaenau Ffestiniog                           | 610 914          |            |            |                          |                  |                    | Batterie ?                  | 1972 1979          | heute      | Llechwedd Slate Caverns                            | Miners’ Tramway Deep Mine                 | nur die untere Bahn ist eine SSB, Zugang über die Miners’ Tramway                     |
| Conwy County Borough, Llandudno, unterer Teil         | 1067             | 1/2        |            |                          |                  | 261                | Kabel                       | 31.07.1902         | heute      |                                                    | Great Orme Tramway                        | teilweise eine Kabelstraßenbahn                                                       |
| Conwy County Borough, Llandudno, oberer Teil          | 1067             | 1mA        |            |                          |                  | 100                | Kabel                       | 08.07.1903         | heute      |                                                    | Great Orme Tramway                        | teilweise eine Kabelstraßenbahn                                                       |
| Ceredigion, Aberystwyth                               | 1474 1435        |            | 0,237      | 130                      |                  |                    | Wasser elektrisch (ab 1921) | 01.08.1896 1921    | heute      | Constitution Hill, Aberystwyth                     | Aberystwyth Electric Cliff Railway        |                                                                                       |
| Swansea, Swansea                                      | 1435             |            |            |                          |                  |                    |                             | 1898               | 1903       |                                                    | Constitution Hill Railway                 |                                                                                       |
| Powys, Machynlleth, Centre for Alternative Technology | 1600 1676        | 2          | 00,53      | 30                       |                  |                    | Wasser                      | 1992               | heute      |                                                    | Centre for Alternative Technology Railway | Steigung 570 ‰                                                                        |
| Südwales, Ebbw Vale                                   |                  |            |            |                          |                  |                    |                             | 1992               | 1992       | Ebbw Vale Garden Festival                          | Ebbw Vale Garden Festival Funicular       |                                                                                       |
| Schottland                                            |                  |            |            |                          |                  |                    |                             |                    |            |                                                    |                                           |                                                                                       |
| Cairn Gorm                                            | 2000             | 1mA        | 1,950      | 462                      | 1097             |                    | elektrisch                  | 24.12.2001         | heute      | Cairngorm Mountain Limited                         | Standseilbahn Cairngorm                   | 350 m im Tunnel, höchstgelegene Bahn des Vereinigten Königreichs, ersetzte Sessellift |
| Isle of Man                                           |                  |            |            |                          |                  |                    |                             |                    |            |                                                    |                                           |                                                                                       |
| Douglas, Pier – Douglas Head                          | 1219             | 2          | 0,137      |                          |                  |                    |                             | 1900 1949          | 194_ 1954  |                                                    | Douglas Head Cliff Railway                |                                                                                       |
| Douglas, Promenade - Falcon Cliff                     | 1219             | 2          | 0,066      |                          |                  |                    |                             | 1887               | 1896       |                                                    | The Falcon Cliff Hotel Lift               | privat                                                                                |
| Douglas, Promenade - Falcon Cliff                     | 1524             | 1          | 0,037      |                          |                  |                    | elektrisch                  | 1937               | 1990       |                                                    | Falcon Cliff Lift                         | öffentlich                                                                            |
| Port Soderick, Strand                                 | 1219             | 2          | 0,055      |                          |                  |                    |                             | 1898               | 1939       |                                                    | Port Soderick Beach Funicular             | abgebaut zwischen 1947 und 1949                                                       |
| Laxey – Browside                                      | 1524             | 2          | 0,076      |                          |                  |                    | Wasser                      | 1890               | 1906       |                                                    |                                           | [ 6 ]                                                                                 |
| St. Helena, Ascension und Tristan da Cunha            |                  |            |            |                          |                  |                    |                             |                    |            |                                                    |                                           |                                                                                       |
| Jamestown - Ladder Hill (Fort)                        |                  | 2          | 0,282      | 183                      |                  | 86,4 %             |                             | 1829               | 1871       |                                                    | Ladder Hill Railway                       | Jakobsleiter (St. Helena)                                                             |

### Westeuropa

#### BeNeLux
| (Region) Ort | Spur- weite (mm) | G l e i s e | Länge (km) | Antrieb    | von  | bis   | Betrieb durch | Artikel                             | Bemerkungen          |
| ------------ | ---------------- | ----------- | ---------- | ---------- | ---- | ----- | ------------- | ----------------------------------- | -------------------- |
| Belgien      |                  |             |            |            |      |       |               |                                     |                      |
| Spa          |                  | 2           |            |            |      |       | TEC           |                                     |                      |
| Luxemburg    |                  |             |            |            |      |       |               |                                     |                      |
| Luxemburg    | 1435             | 2           | 0,2        | elektrisch | 2017 | heute | CFL           | Standseilbahn Pfaffenthal-Kirchberg | kostenlose Benützung |

#### Frankreich
| Ort, Strecke                                              | Spur- weite (mm) | Gl- ei- se | Länge (km) | Höhen- unter- schied (m) | Gipfel- höhe (m) | größte Neigung (‰)  | Antrieb                        | von             | bis              | Betrieb durch                                              | Artikel                               | Bemerkungen |  |
| --------------------------------------------------------- | ---------------- | ---------- | ---------- | ------------------------ | ---------------- | ------------------- | ------------------------------ | --------------- | ---------------- | ---------------------------------------------------------- | ------------------------------------- | --- |  |
| Frankreich                                                |                  |            |            |                          |                  |                     |                                |                 |                  |                                                            |                                       | |  |
| Region Auvergne-Rhône-Alpes (Departement, Ort)            |                  |            |            |                          |                  |                     |                                |                 |                  |                                                            |                                       | |  |
| Puy-de-Dôme, Mont-Dore                                    | 1000             | 1mA        | 0,607      | 175                      | 1245             | 560 (max)           |                                | 20.06.1898      | heute            |                                                            | Funiculaire du Capucin                | von Beginn an elektrifiziert |  |
| Loire, Saint-Marcel-de-Félines                            |                  |            | 1,936      |                          |                  |                     |                                | 15.03.1833      |                  |                                                            | Funiculaire de Biesse                 | |  |
| Haute-Savoie, Évian-les-Bains – Neuvecelle                | 1000             | 1mA        | 0,750      | 125                      | 500              | 250 (max)           | elektrisch                     | 1907 21.06.2002 | __.09.1969 heute | Ville d'Évian-les-Bains                                    |                                       | 6 Haltestellen (5 noch in Betrieb) |  |
| Haute-Savoie, Thonon-les-Bains, Hafen – Zentrum           |                  | 1mA        | 0,23       | 46                       |                  | 210 (mit)           | elektrisch                     | 1888            | heute            | RATP                                                       |                                       | 1956 elektrifiziert, 1990 automatisiert |  |
| Isère, Saint-Hilaire du Touvet, Montfort – Les Gaudes     | 1000             | 1mA        | 1,480      | 689                      | 947              | 830 (max) 160 (min) | elektrisch                     | 19.07.1924      | heute            |                                                            |                                       | |  |
| Isère, Oisans, Les Deux Alpes                             |                  |            |            |                          |                  |                     |                                |                 |                  |                                                            | Funiculaire Dome Express              | |  |
| Isère, Grenoble, Minatec                                  |                  |            | 0,250      |                          |                  |                     |                                |                 |                  |                                                            |                                       | Standseilbahn im Wissenschaftskomplex |  |
| Métropole de Lyon (Ort, Straße)                           |                  |            |            |                          |                  |                     |                                |                 |                  |                                                            |                                       | |  |
| Lyon, Rue Terme – Croix-Rousse                            | 1435             |            | 0,489      | 70                       |                  | 160                 |                                | 03.06.1862      | 31.12.1967       |                                                            |                                       | Umbau in einen Straßentunnel |  |
| Lyon, Croix-Paquet – Croix-Rousse                         | 1435             |            | 0,512      |                          |                  |                     |                                | 12.04.1891      | 03.07.1972       |                                                            |                                       | ab 6. Dezember 1974 als Zahnradbahn, Linie C der Metro Lyon |  |
| Lyon, Saint-Paul – Fourvière                              | 1435             |            | 0,514      |                          |                  |                     |                                | 06.12.1900      | 25.12.1937       |                                                            |                                       | |  |
| Lyon, Saint-Jean – Saint-Just                             | 1435             | 1mA        | 0,822      | 91                       |                  |                     |                                | 08.04.1878      | heute            |                                                            | Standseilbahnen in Lyon               | 1901–1978 als Zahnradbahn in Betrieb |  |
| Lyon, Saint-Jean – Fourvière                              | 1330             | 1mA        | 0,431      | 116                      |                  |                     |                                | 06.10.1900      | heute            |                                                            |                                       | bis 1970 1000 mm |  |
| Département Savoie (Savoyen) (Ort)                        |                  |            |            |                          |                  |                     |                                |                 |                  |                                                            |                                       | |  |
| Bourg-Saint-Maurice, Bahnhof – Les Arcs                   |                  | 1mA        | 2,885      | 810                      | 1618             | 390 (max)           |                                | 23.02.1989      | heute            | Paradiski                                                  | Funiculaire Arc-en-ciel               | ersetzte Luftseilbahn |  |
| Tignes, Perce-Neige                                       | 1200             |            | 3,484      | 932                      | 3032             | 300 (max) 180 (mit) |                                | 1989            | heute            |                                                            | Grande Motte glacier                  | |  |
| Val-d’Isère, La Daille – Rocher de Bellevarde             | 1200             | 1mA        | 2,294      | 892                      | 2689             | 530 (max)           | elektrisch                     | 1987            | heute            | STVI                                                       | Funival                               | 1720 m im Tunnel, 580 m auf einer Brücke, bis 43,2 km/h |  |
| Region Bourgogne-Franche-Comté (Departement, Ort)         |                  |            |            |                          |                  |                     |                                |                 |                  |                                                            |                                       | |  |
| Doubs, Besançon, La Mouillère – Brégille                  | 1000             | 1mA        | 0,423      | 73                       |                  | 240 (max) 220       | elektrisch                     | 29.06.1913      | 11.03.1987       | Ville de Besançon                                          |                                       | von Beginn an elektrifiziert |  |
| Region Bretagne (Departement, Ort)                        |                  |            |            |                          |                  |                     |                                |                 |                  |                                                            |                                       | |  |
| Finistère, Morlaix                                        |                  |            |            |                          |                  |                     |                                |                 |                  |                                                            | Funiculaire de Morlaix                | unvollendete Standseilbahn |  |
| Region Grand Est (Departement, Ort)                       |                  |            |            |                          |                  |                     |                                |                 |                  |                                                            |                                       | |  |
| Haute-Marne, Langres, Parking Sous Bie – rampart          | 1000             | 1          | 0,026      |                          |                  |                     | elektrisch                     | 27.04.1995      |                  |                                                            | Funiculaire panoramique Sous-Bie      | |  |
| Haute-Marne, Langres,Parking des Marronniers – rampart    | 1000             | 1          | 0,079      |                          |                  |                     | elektrisch                     | 27.04.1995      |                  |                                                            | Funiculaire panoramique Sous-Bie      | |  |
| Meurthe-et-Moselle, Nancy                                 | 750              |            | 0,229      | 48                       | 314              | 290                 | elektrisch 440 V Gleich- strom | 1905            | 1914             | Société anonyme du funiculaire électrique de la Cure d’Air | Funiculaire de la Cure d’Air          | Eigentlich eine Kabelbahn |  |
| Region Hauts-de-France (Departement, Ort)                 |                  |            |            |                          |                  |                     |                                |                 |                  |                                                            |                                       | |  |
| Aisne, Laon, Gare – Hôtel de Ville                        | 1kA              |            | 1,4        | 100                      |                  | 130 (max) 20 (min)  |                                | 04-02-1989      | 27-08-2016       | Compagnie de transports urbains du pays de Laon (CTPL)1    | Funiculaires Laon                     | |  |
| Oise, Beauvais, Zentrum – Saint Jean                      |                  |            |            |                          |                  |                     |                                |                 |                  |                                                            |                                       | vorgesehen 2017 |  |
| Region Île-de-France (Departement, Ort)                   |                  |            |            |                          |                  |                     |                                |                 |                  |                                                            |                                       | |  |
| Hauts-de-Seine, Meudon                                    | 1400             | 1mA        | 0,183      | 52                       |                  | 300 (max) 300 (min) | Dampf                          | 02.04.1893      | 1934             |                                                            | Funiculaire de Bellevue               | |  |
| Paris, Montmartre                                         |                  | 2          |            |                          |                  |                     | Dampf                          | 1875            | 1882             |                                                            |                                       | Baubahn für die Sacré-Cœur de Montmartre; Text mit bebilderter Quelle                                                                                            |  |
| Paris, Montmartre                                         |                  | 2          | 0,108      | 36                       |                  | 373                 | Wasser                         | 13.07.1900      | 31.10.1931       |                                                            | Funiculaire de Montmartre             | |  |
| Paris, Montmartre                                         |                  | 2          | 0,115      | 37                       | 118              | 370                 | elektrisch                     | 02.02.1935      | heute            | RATP                                                       | Funiculaire de Montmartre             | |  |
| Region Normandie (Departement, Ort)                       |                  |            |            |                          |                  |                     |                                |                 |                  |                                                            |                                       | |  |
| Département Seine-Maritime (Ort)                          |                  |            |            |                          |                  |                     |                                |                 |                  |                                                            |                                       | |  |
| Penly, Kernkraftwerk                                      |                  |            | 0,100      | 88                       | 100              | 310 (max)           |                                | 1991            |                  |                                                            |                                       | Werkbahn |  |
| Le Tréport                                                |                  | 4          |            |                          |                  |                     |                                | 01.07.1908 2006 | 1941 heute       |                                                            | Funiculaire du Tréport                | |  |
| Le Havre, Rue Gustave Flaubert – Rue Félix Faure          | 1435             | 1mA        | 0,343      | 77                       |                  |                     | Dampf elektrisch               | 1890 1946 1972  | 1944 1969 heute  | CGFT                                                       | Standseilbahn Le Havre                | elektrisch ab 1911, kurzer Tunnel |  |
| Region Nouvelle-Aquitaine (Departement, Ort)              |                  |            |            |                          |                  |                     |                                |                 |                  |                                                            |                                       | |  |
| Pyrénées-Atlantiques, Eaux-Bonnes                         |                  | 3SA        |            |                          |                  |                     |                                | 1965            | 2012             |                                                            | Standseilbahn Eaux-Bonnes             | 2012 zerstört durch versuchten Transport ohne Gegengewicht. Quelle: Le plan incliné des EAUX-BONNES The EAUX-BONNES incline plane (Pyrénées-Atlantiques, France) |  |
| Pyrénées-Atlantiques, Pau                                 | 1000             | 1mA        | 0,103      | 26                       | 206              | 300 (max)           |                                | 1908 1978       | 1970 heute       | Ville de Pau                                               | Standseilbahn Pau                     | |  |
| Gironde, Arcachon                                         | 1000             | 2          | 0,035      |                          |                  | 1000                |                                | 1911            | 1948             |                                                            | Standseilbahn Arcachon                | |  |
| Region Okzitanien (Departement, Ort)                      |                  |            |            |                          |                  |                     |                                |                 |                  |                                                            |                                       | |  |
| Lozère, Hures-la-Parade, Meyrueis, Aven Armand            |                  | 1mA        | 0,208      |                          |                  |                     | elektrisch                     | 1963            |                  |                                                            |                                       | |  |
| Hérault, Saint-Bauzille-de-Putois, Grotte des Demoiselles | 900              | 1mA        | 0,157      |                          |                  |                     | elektrisch                     | 1931            |                  |                                                            |                                       | |  |
| Aveyron, Millau                                           |                  | 1oA        |            |                          |                  |                     | elektrisch                     | 1992            |                  |                                                            |                                       | |  |
| Hautes-Pyrénées, Barèges                                  |                  | 1oA        |            |                          |                  |                     |                                | 1937            |                  |                                                            | Funiculaire de Bareges-Tourmalet      | |  |
| Hautes-Pyrénées, Lourdes, Pic du Jer                      | 1000             | 1mA        | 1,100      | 473                      | 950              | 560                 |                                | 17.06.1900      | heute            |                                                            | Standseilbahn Lourdes                 | zwei Tunnel (65 und 70 m), ein Viadukt |  |
| Haute-Garonne, Luchon, EDF Portillon                      | 800              |            |            |                          |                  |                     |                                | 1938            | heute            |                                                            |                                       | |  |
| Region Provence-Alpes-Côte d’Azur (Departement, Ort)      |                  |            |            |                          |                  |                     |                                |                 |                  |                                                            |                                       | |  |
| Alpes-Maritimes, Cannes Stadtteil Californie – Pezou      |                  |            | 0,85       |                          |                  |                     |                                | 1928            | 1966             | Société immobilière de Paris et du littoral                | Funiculaire de Super-Cannes           | |  |
| Bouches-du-Rhône, Marseille                               |                  | 2          |            | 84                       |                  |                     | Wasser                         | 1892            | 1967             |                                                            | Funiculaire de Notre-Dame-de-la-Garde | Abbau 1974 |  |

### Südwesteuropa
| Ort, Strecke                                                             | Spur- weite (mm) | Gl- ei- se | Länge (km) | Höhen- unter- schied (m) | Gipfel- höhe (m) | größte Neigung (‰) | Antrieb                      | von        | bis   | Betrieb durch | Artikel                                        | Bemerkungen                          |
| ------------------------------------------------------------------------ | ---------------- | ---------- | ---------- | ------------------------ | ---------------- | ------------------ | ---------------------------- | ---------- | ----- | ------------- | ---------------------------------------------- | ------------------------------------ |
| Spanien                                                                  |                  |            |            |                          |                  |                    |                              |            |       |               |                                                |                                      |
| Region Asturien                                                          |                  |            |            |                          |                  |                    |                              |            |       |               |                                                |                                      |
| Bulnes                                                                   |                  |            | 2,227      | 402                      | 585              |                    |                              | 2000       | heute |               | Funicular de Bulnes                            |                                      |
| Region Baskenland                                                        |                  |            |            |                          |                  |                    |                              |            |       |               |                                                |                                      |
| Bilbao, Nervión                                                          |                  |            | 0,770      | 226                      |                  | 450                | elektrisch                   | 07.10.1915 | heute |               | Standseilbahn Bilbao                           |                                      |
| Valle de Trápaga,                                                        | 1200             | 1mA        | 1,198      | 342                      |                  |                    | elektrisch (450 V Drehstrom) | 1925       | heute | Euskotren     | Funicular de Larreineta                        |                                      |
| San Sebastian-Igueldo                                                    | 1000             |            | 0,312      | 151                      |                  | 579                | elektrisch                   | 25.08.1912 |       |               | Funicular de Igueldo                           |                                      |
| Region Kantabrien                                                        |                  |            |            |                          |                  |                    |                              |            |       |               |                                                |                                      |
| Santander, Río de la Pila – General Dávila                               |                  |            | 1oA        |                          |                  |                    |                              | 11.07.2008 | heute |               | Funicular de Río de la Pila                    |                                      |
| Region Katalonien                                                        |                  |            |            |                          |                  |                    |                              |            |       |               |                                                |                                      |
| Barcelona, Plaça del Doctor Andreu – Tibidabo                            | 1000             |            | 1.130      | 275                      |                  | 257                | elektrisch                   | 29.01.1901 |       |               | Funicular del Tibidabo                         |                                      |
| Barcelona, Peu del Funicular/Vallvidrera Inferior – Vallvidrera Superior | 1000             | 1mA        | 0,736      | 158                      |                  | 289                | elektrisch                   | 03.10.1906 | heute |               | Funicular de Vallvidrera                       | fährt vollautomatisch                |
| Barcelona, Montjuïc                                                      | 1000             |            | 0,758      | 76                       |                  | 180                | elektrisch                   | 24.10.1928 |       |               | Funicular de Montjuïc                          |                                      |
| Gelida, Bahnhof – Stadt                                                  | 1000             |            | 0,884      | 110                      | 196              | 220                | elektrisch                   | __.11.1924 | heute | FGC           | Funicular de Gelida                            |                                      |
| Montserrat (Berg)                                                        | 1000             | 1mA        | 0,503      | 248                      |                  |                    | elektrisch                   | 01.09.1918 |       | FGC           | Standseilbahn Sant Joan                        |                                      |
| Montserrat (Berg)                                                        | 1000             | 1mA        | 0,262      | 118                      |                  |                    | elektrisch                   | 22.12.1929 |       | FGC           | Standseilbahn Santa Cova                       |                                      |
| Region Madrid                                                            |                  |            |            |                          |                  |                    |                              |            |       |               |                                                |                                      |
| San Lorenzo de El Escorial, Valle de los Caídos                          |                  |            | 0,272      | 121                      |                  | 280                |                              |            |       |               | Funicular del Valle de los Caídos              |                                      |
| Portugal                                                                 |                  |            |            |                          |                  |                    |                              |            |       |               |                                                |                                      |
| Region Nord                                                              |                  |            |            |                          |                  |                    |                              |            |       |               |                                                |                                      |
| Braga, Elevador do Bom Jesus                                             | 1435             | 2          | 0,274      | 116                      |                  |                    | Wasser                       | 25.03.1882 | heute |               | Elevador do Bom Jesus                          | eine der letzten Wasserballastbahnen |
| Porto, Praça da Batalha – Praça da Ribeira                               |                  |            | 0,281      | 61                       |                  | 550                | elektrisch                   | 04.06.1891 |       |               | Funicular dos Guindais                         | 90 m im Tunnel                       |
| Viana do Castelo Santa Luzia                                             |                  | 1mA        | 0,650      | 160                      |                  |                    | elektrisch                   | 02.07.1923 |       |               | Elevador de Santa Luzia                        |                                      |
| Region Mitte                                                             |                  |            |            |                          |                  |                    |                              |            |       |               |                                                |                                      |
| Viseu (Portugal)                                                         |                  |            | 0,400      | 64                       |                  | 160                | elektrisch                   | 25.09.2009 |       |               | Funicular de Viseu                             |                                      |
| Region Lissabon Land                                                     |                  |            |            |                          |                  |                    |                              |            |       |               |                                                |                                      |
| Nazaré (Portugal)                                                        | 1000             |            | 0,318      |                          |                  |                    | Dampf                        | 28.07.188  | 1963  |               |                                                |                                      |
| Nazaré (Portugal), Zentrum – Sítio da Nazaré                             | 1000             |            | 0,318      | 134                      |                  |                    | elektrisch                   | 1968       | heute |               | Elevador da Nazaré                             | 50 m im Tunnel                       |
| Region Lissabon Stadt                                                    |                  |            |            |                          |                  |                    |                              |            |       |               |                                                |                                      |
| Lissabon, Lavra                                                          | 900              | 2          | 0,182      | 42                       |                  | 250                | elektrisch                   | 19.04.1884 | heute |               | Standseilbahnen in Lissabon, Ascensor da Lavra |                                      |
| Lissabon, Gloria                                                         | 900              |            | 0,265      |                          |                  |                    | Dampf                        | 24.10.1885 | heute |               | Ascensor da Glória                             |                                      |
| Lissabon, Gloria                                                         | 900              |            | 0,265      | 48                       |                  | 180                | elektrisch                   | 1914       | heute |               | Ascensor da Glória                             |                                      |
| Lissabon, Rua de São Paulo, Bica                                         | 900              |            | 0,260      | 45                       |                  | 191                |                              | 29.06.1882 | heute |               | Ascensor da Bica                               |                                      |

### Südeuropa

#### Italien
| Ort, Strecke                                                            | Spur- weite (mm) | Gl- ei- se | Länge (km) | Höhen- unter- schied (m) | Gipfel- höhe (m) | größte Neigung (‰)   | Antrieb                   | von                   | bis            | Betrieb durch                                                                    | Artikel                                     | Bemerkungen |
| ----------------------------------------------------------------------- | ---------------- | ---------- | ---------- | ------------------------ | ---------------- | -------------------- | ------------------------- | --------------------- | -------------- | -------------------------------------------------------------------------------- | ------------------------------------------- | --- |
| Italien                                                                 |                  |            |            |                          |                  |                      |                           |                       |                |                                                                                  |                                             | |
| Region Abruzzen                                                         |                  |            |            |                          |                  |                      |                           |                       |                |                                                                                  |                                             | |
| Ortona Bahnhof – Stadt                                                  | 1000             |            | 0,131      | 55                       |                  | 504                  |                           | 1891                  | 1943           |                                                                                  |                                             | |
| Region Aostatal                                                         |                  |            |            |                          |                  |                      |                           |                       |                |                                                                                  |                                             | |
| Saint-Vincent Borgo – Terme                                             | 1000             | 2          | 0,232      | 62                       |                  | 270 (max)            |                           | 19.07.1900            | heute          | Comune di Saint Vincent                                                          | Funicolare di Saint-Vincent                 | |
| Region Emilia-Romagna                                                   |                  |            |            |                          |                  |                      |                           |                       |                |                                                                                  |                                             | |
| Salsomaggiore Terme – Montecucco                                        | 1000             |            | 0,700      | 90                       |                  | 200                  |                           | 1898                  | 1912           |                                                                                  |                                             | |
| Region Friaul-Julisch Venetien                                          |                  |            |            |                          |                  |                      |                           |                       |                |                                                                                  |                                             | |
| Triest, (Piazza Oberdan -) Piazza Scorcola – Vetta Scorcola (– Opicina) | 1000             | 1mA        | 0,799      | 160                      |                  | 260                  |                           | 1928                  | heute          | TT, Trieste Trasporti SpA                                                        | Bahnstrecke Triest–Opicina                  | 1902 bis 1928 Zahnradbahn |
| Region Kalabrien                                                        |                  |            |            |                          |                  |                      |                           |                       |                |                                                                                  |                                             | |
| Catanzaro Sala – Piazza Roma                                            | 1435             |            | 0,950      |                          |                  | 274                  |                           |                       |                | STAC                                                                             |                                             | |
| Catanzaro, Piazza Roma – Sala                                           | 1435             |            | 0,678      | 155                      |                  | 281                  | elektrisch                | 1998                  | heute          | Ferrovie della Calabria                                                          | Funicolare di Catanzaro                     | neue Standseilbahn |
| Region Kampanien                                                        |                  |            |            |                          |                  |                      |                           |                       |                |                                                                                  |                                             | |
| Provinz Avellino                                                        |                  |            |            |                          |                  |                      |                           |                       |                |                                                                                  |                                             | |
| Mercogliano – Montevergine                                              | 1000             | 1mA        | 1,669      | 724                      |                  | 591 660 (max)        |                           | 23.06.1956 1981       | 1973 heute     | Autoservizi Irpini SpA                                                           | Standseilbahn Montevergine                  | |
| Metropolitanstadt Neapel                                                |                  |            |            |                          |                  |                      |                           |                       |                |                                                                                  |                                             | |
| Capri, Marina Grande – Piazza Umberto                                   | 1000             |            | 0,750      | 136                      |                  |                      |                           | 1907                  | heute          | SIPPIC SpA                                                                       |                                             | renoviert 1914 und 1958 |
| Neapel, Montesanto – Morghen                                            | 1435             | 1/2        | 0,825      | 168                      |                  | 230                  | Dampf elektrisch ab 1901  | 30.05.1891            | heute          | Metropolitana di Napoli                                                          | Funicolare di Montesanto                    | |
| Neapel, Augusteo – Piazza Fuga                                          | 1435             | 1mA        | 1,234      | 170                      |                  | 130                  | elektrisch                | 28.10.1928            | heute          | Metropolitana di Napoli                                                          | Funicolare Centrale                         | Kabinen mit 450 Personen Fassungsvermögen. |
| Neapel,Parco Margherita – Cimarosa                                      | 1435             | 1mA        | 0,536      | 161                      |                  | 290 (mitt)           | Dampf, ab 1900 elektrisch | 15.10.1889            | heute          | Metropolitana di Napoli                                                          | Funicolare di Chiaia                        | ursprünglich Gleisanlage 2, dann bis 1976 als 1/2 betrieben                                                                                            |
| Neapel, Mergellina – Manzoni                                            | 1000             | 1mA        | 0,570      | 147                      |                  | 160 (mitt) 460 (max) | elektrisch                | 24.05.1931            | heute          | Metropolitana di Napoli                                                          | Funicolare di Mergellina                    | |
| Neapel, Vesuv                                                           |                  |            | 0,820      | 388                      |                  | 631 (max)            |                           | 06.06.1880 1903       | 1900 März 1944 | Società Ferrovia e Funicolare Vesuviana -SFFV-                                   | Funicolare vesuviana                        | bis 1900 Einschienenbahn, ab 1903 konventionelle Standseilbahn, 1944 bei Vulkanausbruch zerstört, Gipfel: 1175                                         |
| Region Latium                                                           |                  |            |            |                          |                  |                      |                           |                       |                |                                                                                  |                                             | |
| Valle Oscura – Rocca di Papa                                            | 1200             |            | 0,3        | 105                      |                  | 385                  | Wasser                    | 12-08-1907            | 27-07-1932     |                                                                                  |                                             | |
| Valle Vergine – Rocca di Papa                                           | 1200             |            | 0,3        | 93                       |                  | 358                  | elektrisch                | 28-07-1932            | 15-01-1963     |                                                                                  |                                             | |
| Region Ligurien                                                         |                  |            |            |                          |                  |                      |                           |                       |                |                                                                                  |                                             | |
| Genua, Porta de Portello – Via Bertani                                  | 1150             | 1mA        | 0,357      | 54                       | 74               | 153 (mitt) 170 (max) | elektrisch                | 1892 1901             | heute          | Azienda Mobilità e Trasporti SpA -AMT-                                           | Funicolare Sant’Anna                        | |
| Genua, Zeccha – Righi                                                   | 1000             | 1mA        | 1,428      | 279                      | 292              | 199 (mitt) 350 (max) | elektrisch                | 1894                  | heute          | Azienda Mobilità e Trasporti SpA AMT                                             | Funicolare Zecca-Righi                      | |
| Genua, Via Balbi – Corso Dogali                                         | 850              |            | 0,236      | 72                       | 95               |                      |                           | 2004                  | heute          | Azienda Mobilità e Trasporti SpA AMT                                             | Ascensore Castello d’Albertis-Montegalletto | |
| Region Lombardei                                                        |                  |            |            |                          |                  |                      |                           |                       |                |                                                                                  |                                             | |
| Provinz Bergamo                                                         |                  |            |            |                          |                  |                      |                           |                       |                |                                                                                  |                                             | |
| Bergamo, Città Bassa – Città Alta                                       | 1000             | 2          | 0,240      | 85                       | 356              | 520                  |                           | 20.09.1887            | heute          | Azienda Trasporti Bergamo -ATB-                                                  | Bergamo-Città Alta                          | |
| Bergamo, Porta Sant’Alessandro – San Vigilio                            | 1000             |            | 0,630      | 90                       | 459              | 220 (max) 110 (min)  |                           | 27.08.1912 1991       | 1976 heute     | Azienda Trasporti Bergamo -ATB-                                                  | Bergamo-San Vigilio                         | |
| San Pellegrino Terme – Vetta                                            | 1000             |            | 0,712      | 120                      |                  | 550                  |                           | 1909 2019             | 1988 heute     | FSP                                                                              |                                             | |
| Provinz Como                                                            |                  |            |            |                          |                  |                      |                           |                       |                |                                                                                  |                                             | |
| Como – Brunate                                                          | 1000             |            | 1,075      | 493                      |                  | 440 (mitt) 551 (max) |                           | 1894                  | heute          | Azienda Trasporti Milanesi SpA -ATM-                                             | Standseilbahn Como–Brunate                  | untere 130 m im Tunnel |
| Santa Margherita – Lanzo d’Intelvi                                      | 1000             |            | 1,475      | 607                      |                  | 660                  |                           | 28.09.1907            | 19.09.1977     |                                                                                  |                                             | |
| Provinz Sondrio                                                         |                  |            |            |                          |                  |                      |                           |                       |                |                                                                                  |                                             | |
| Campodolcino – Motta                                                    | 1400             |            | 1,406      | 639                      |                  | 510                  |                           |                       | heute          | SkiArea Valchiavenna -SAV-                                                       |                                             | |
| Riva Gittana – Regoledo                                                 | 900              | 2          | 0,225      | 204                      |                  | 574                  |                           | 1890                  | 1960           |                                                                                  | Funicolare Riva Gittana-Regoledo            | |
| Provinz Varese                                                          |                  |            |            |                          |                  |                      |                           |                       |                |                                                                                  |                                             | |
| Varese, Vellone – Santa Maria del Monte                                 | 1000             | 1mA        | 0,384      | 167                      | 798              | 565 (max) 405 (min)  | elektrisch                | __.06.1911 2000       | 1953 heute     | Società Varesina per Imprese Elettriche -SVIE-                                   | Funicolare del Sacro Monte                  | |
| Varese, Vellone – Tre Croci                                             | 1000             | 1mA        | 0,870      | 401                      | 1032             | 560 (max) 416 (mitt) | elektrisch                | 1911                  | 1953           | Società Varesina per Imprese Elettriche -SVIE-                                   | Funicolare del Campo dei Fiori              | |
| Varese, Masnago – Colle Campigli                                        | 1000             | 1mA        | 0,182      | 50                       | 450              | 292 (max) 270 (mitt) | elektrisch                | __.__.1911            | 1944           | Società Varesina per Imprese Elettriche -SVIE-                                   | Funicolare del Kursaal                      | |
| Region Piemont                                                          |                  |            |            |                          |                  |                      |                           |                       |                |                                                                                  |                                             | |
| Biella Piano – Biella Piazzo                                            | 950              |            | 0,176      | 56                       |                  | 340                  |                           | 06.12.1885            | heute          | Azienda Trasporti Automobilistici delle Province di Biella e Vercelli SpA -ATAP- | Standseilbahn Biella                        | |
| Mondovì                                                                 |                  |            |            |                          |                  |                      | Wasser                    | 12.10.1886            | 1926           |                                                                                  | Standseilbahn Mondovi                       | |
| Mondovì                                                                 | 1435             | 1mA        | 0,551      | 137                      |                  | 370 (max)            | elektrisch                | 23.12.1926            | heute          |                                                                                  | Standseilbahn Mondovi                       | |
| Turin, Sassi–Superga                                                    | 1445             | 1          | 3,1        | 425                      |                  | 210                  | 600 V                     | 26-04-1884 17-04-1935 | 1934 heute     | Gruppo Torinese Trasporti (GTT)                                                  | Tranvia a dentiera Sassi-Superga            | Von 1884 bis 1934 als Standseilbahn System Agudio betrieben, nach Seilriss zur Zahnradbahn umgebaut und 1935 wiedereröffnet, Betrieb mit Stromschienen |
| Region Sizilien                                                         |                  |            |            |                          |                  |                      |                           |                       |                |                                                                                  |                                             | |
| Palermo (Rocca) – Monreale                                              | 1000             |            | 1,100      |                          |                  | 120                  | 600 V =                   | 11.02.1900            | 1946           | Società Sicula Tramways e Omnibus                                                |                                             | |
| Taormina                                                                |                  |            |            |                          |                  |                      | elektrisch ?              |                       |                |                                                                                  |                                             | |
| Region Toskana                                                          |                  |            |            |                          |                  |                      |                           |                       |                |                                                                                  |                                             | |
| Certaldo                                                                |                  |            | 0,129      | 44                       |                  |                      |                           | 1999                  | heute          |                                                                                  | Funicolare di Certaldo                      | |
| Livorno-Ardezza – Monte Nero (Livorno)                                  | 1000             |            | 0,656      | 111                      |                  | 184                  |                           | 19.08.1906            | heute          | Azienda Trasporti Livornese                                                      | Standseilbahn Montenero                     | |
| Montecatini Terme – Alto                                                | 1000             | 1mA        | 1,055      | 234                      |                  | 385                  |                           | 04.06.1898            | heute          | Dampf, elektrisch ab 1921                                                        | Funicolare di Montecatini                   | |
| Region Trentino-Südtirol                                                |                  |            |            |                          |                  |                      |                           |                       |                |                                                                                  |                                             | |
| Abtei-Stern – Gran Risa                                                 |                  | 1          | 0,067      |                          |                  |                      | elektrisch                | 1997                  |                |                                                                                  | Ferata Gran Risa                            | |
| Bozen, Südbahnhof – Virgl                                               | 1000             | 1mA        | 0,342      |                          |                  | 700 (max)            | elektrisch                | 20.11.1907            | 1976           |                                                                                  | Virglbahn                                   | Ersatz durch Luftseilbahn |
| Bozen, Gries – Guntschna                                                | 1000             | 1mA        | 0,350      | 186                      |                  | 670 (max)            | elektrisch                | 12.08.1912            | 31.03.1963     |                                                                                  | Guntschnabahn                               | |
| Kaltern – Mendelpass                                                    | 1000             | 1mA        | 2,370      | 855                      | 1363             | 630                  | elektrisch                | 19.10.1903 2009       | 2004 heute     | SAD                                                                              | Mendelbahn                                  | |
| St. Christina in Gröden, Cësa Ruacia – Pramauron (Col Raiser)           | 1200             |            | 1,244      | 142                      |                  | 100                  |                           | 04.12.2004            | heute          | GRE                                                                              | Gardena Ronda Express                       | ganze Strecke im Tunnel |
| St. Ulrich in Gröden – Raschötz                                         |                  |            |            |                          | 2122             | 468 (max)            |                           | 2010                  | heute          |                                                                                  | Funicolare Rasciesa                         | |
| Ridnaun – Schneeberg (Südtirol)                                         |                  |            |            |                          |                  |                      |                           | 1874                  | 1967           |                                                                                  |                                             | Materialbahn eines Bergwerkes, heute Südtiroler Bergbaumuseum                                                                                          |
| Laas–Steinbruch                                                         | 2600             |            | 1,000      | 483                      | 500              |                      |                           | 1929                  | heute          | LM                                                                               | Laaser Marmorbahn                           | |
| Region Umbrien                                                          |                  |            |            |                          |                  |                      |                           |                       |                |                                                                                  |                                             | |
| Orvieto Bahnhof – Piazza Cahen                                          | 1160             | 1mA        | 0,580      | 157                      |                  | 281                  | Wasser                    | 07.10.1888            | 28.02.1970     |                                                                                  |                                             | Seilbahntechnik 1970 fast vollständig abgebrochen und 1990 neu errichtet                                                                               |
| Orvieto Bahnhof – Piazza Cahen                                          | 1160             | 1mA        | 0,580      | 157                      |                  | 281                  | elektrisch                | 1990                  | heute          | Azienda Trasporti Consorrziali SpA -ATC-                                         | Standseilbahn Orvieto                       | |
| Region Venetien                                                         |                  |            |            |                          |                  |                      |                           |                       |                |                                                                                  |                                             | |
| Verona, Etschufer – Castel San Pietro                                   |                  |            |            |                          |                  |                      |                           | 1941                  | 1944           |                                                                                  |                                             | |

#### Malta
| Ort, Strecke               | Spur- weite (mm) | Gl- ei- se | Länge (km) | Höhen- unter- schied (m) | Gipfel- höhe (m) | größte Neigung (‰) | Antrieb | von | bis | Betrieb durch | Artikel                   | Bemerkungen |
| -------------------------- | ---------------- | ---------- | ---------- | ------------------------ | ---------------- | ------------------ | ------- | --- | --- | ------------- | ------------------------- | ----------- |
| San Ġiljan Hotel Valentina |                  |            |            |                          |                  |                    |         |     |     |               | Hotel Valentina Funicular |             |

### Ostmitteleuropa
| Ort, Strecke                                                                                    | Spur- weite (mm) | Gl- ei- se | Länge (km)  | Höhen- unter- schied (m) | Gipfel- höhe (m) | größte Neigung (‰) | Antrieb           | von                   | bis          | Betrieb durch                  | Artikel                                | Bemerkungen                                      |
| ----------------------------------------------------------------------------------------------- | ---------------- | ---------- | ----------- | ------------------------ | ---------------- | ------------------ | ----------------- | --------------------- | ------------ | ------------------------------ | -------------------------------------- | ------------------------------------------------ |
| Litauen                                                                                         |                  |            |             |                          |                  |                    |                   |                       |              |                                |                                        |                                                  |
| Kaunas, Aleksotas                                                                               | 1000             | 1mA        | 0,142       |                          |                  |                    | elektrisch        | 06.12.1935            | heute        | UAB Autrolis                   | Standseilbahn Aleksoto                 |                                                  |
| Kaunas, Žaliakalnis                                                                             | 1200             | 1mA        | 0,140       |                          |                  |                    | elektrisch        | 05.08.1931            | heute        | UAB Kauno liftai               | Standseilbahn Žaliakalnio              |                                                  |
| Vilnius, Lietuvos nacionalinis muziejus – Gediminas-Turm                                        |                  | 1oA        | 0,071       |                          |                  |                    | elektrisch        | 2003                  | heute        | Lietuvos nacionalinis muziejus | Schrägaufzug Gedimino kalno            |                                                  |
| Polen                                                                                           |                  |            |             |                          |                  |                    |                   |                       |              |                                |                                        |                                                  |
| Woiwodschaft Ermland-Masuren, Eylau – Frisches Haff                                             |                  |            |             |                          |                  |                    | Wasser            | 1844                  |              |                                | Oberländischer Kanal                   |                                                  |
| Krynica-Zdrój (584 m) – Góra Parkowa (732 m)                                                    |                  |            | 0,642       | 148                      | 720              | 260                |                   | 08.12.1937            |              |                                |                                        |                                                  |
| Zakopane, Walowa Góra (823 m) – Gubałówka (1122 m)                                              |                  |            | 1,298       | 299                      | 1123             | 299                |                   | 20.12.1938            |              |                                |                                        |                                                  |
| Gmina Czernichów (Powiat Żywiecki), Międzybrodzie Żywieckie (450 m) – Żar (Beskid Mały) (750 m) |                  |            | 1,300       |                          |                  |                    |                   | 20.12.2003            |              |                                |                                        |                                                  |
| Gdynia, Kamienna Góra                                                                           |                  |            | 0,096       |                          |                  |                    |                   | 04.07.2015            |              |                                |                                        |                                                  |
| Tschechien                                                                                      |                  |            |             |                          |                  |                    |                   |                       |              |                                |                                        |                                                  |
| Karlsbad, Imperial                                                                              | 1000             |            | 0,127       |                          |                  |                    |                   | 1907                  | heute        |                                |                                        | völlig unterirdisch                              |
| Karlsbad, Diana                                                                                 | 1000             |            | 0,437       | 166                      | 656              | 432                |                   | 1912 1960 1988        | - 1986 heute |                                |                                        | 1960 und 1988 rekonstruiert                      |
| Karlsbad, Slovenská–Imperial                                                                    | 1000             |            | 0,126       |                          |                  |                    |                   | 1912                  | 1959         |                                |                                        |                                                  |
| Karlsbad, Tri kríže (Dreikreuzberg)                                                             |                  |            |             |                          |                  |                    |                   |                       |              |                                | Standseilbahnen in Karlsbad            | im Bau 1913–1914, unvollendet                    |
| Kyselka (Gießhübl-Sauerbrunn), Jindřichův dvůr (Heinrichs Hof) - Lázeňske divadlo (Kurtheater)  |                  |            |             |                          |                  |                    |                   |                       |              |                                | Standseilbahn Kyselka                  |                                                  |
| Prag-Petrín                                                                                     | 1000             |            | 0,397       | 104                      | 298              | 292                | Wasser            | 25.07.1891            | 1932         |                                | Petřín-Standseilbahn                   | bis 1932 Spurweite 1000 mm                       |
| Prag-Petrín                                                                                     | 1435             | 1mA        | 0,510       | 130                      | 324              | 295                | elektrisch        | 1932 1985             | 1965 heute   |                                | Petřín-Standseilbahn                   | 1985 rekonstruiert                               |
| Prag-Letná                                                                                      | 1000             | 2          | 0,110       | 38                       |                  | 370                | Wasser elektrisch | 31.05.1891 1903       | 1903 1916    |                                | Letná-Standseilbahn                    | 1903 rekonstruiert                               |
| Prag, Mozartova 261/1                                                                           | 550              | 1oA        | 0,156       | 51                       | 256              | 100 %              | elektrisch        | 1996                  |              |                                | Seilbahn des NH-Hotels Prag            | Hotel Mövenpick, 2012 Namensänderunh in NH Hotel |
| Slowakei                                                                                        |                  |            |             |                          |                  |                    |                   |                       |              |                                |                                        |                                                  |
| Starý Smokovec–Hrebienok (Hohe Tatra)                                                           | 1000             | 1mA        | 2,019 1,953 | 254 246                  | 1280             | 155 149            | elektrisch        | 17.12.1908 18.02.1970 | 1967 heute   |                                | Standseilbahn Starý Smokovec–Hrebienok | 1970 rekonstruiert                               |
| Ungarn                                                                                          |                  |            |             |                          |                  |                    |                   |                       |              |                                |                                        |                                                  |
| Budapest, Clark Ádám tèr – Szent György tèr (Burgberg)                                          | 1435             | 2          | 0,095 0,101 | 48 51                    |                  | 577 600            | Dampf elektrisch  | 02.03.1870 1986       | 1944 heute   |                                | Budavári Sikló                         | 1986 rekonstruiert                               |

### Südosteuropa
| Ort, Strecke                                                            | Spur- weite (mm) | Gl- ei- se | Länge (km) | Höhen- unter- schied (m) | Gipfel- höhe (m) | größte Neigung (‰) | Antrieb    | von        | bis   | Betrieb durch                 | Artikel                  | Bemerkungen                 |
| ----------------------------------------------------------------------- | ---------------- | ---------- | ---------- | ------------------------ | ---------------- | ------------------ | ---------- | ---------- | ----- | ----------------------------- | ------------------------ | --------------------------- |
| Slowenien                                                               |                  |            |            |                          |                  |                    |            |            |       |                               |                          |                             |
| Ljubljana, Hauptmarktplatz – Schloss                                    |                  | 1oA        | 0,117      | 69,7                     |                  |                    |            | 28.12.2006 |       |                               |                          |                             |
| Kroatien                                                                |                  |            |            |                          |                  |                    |            |            |       |                               |                          |                             |
| Zagreb Tomić-Straße – Strossmayerovo šetalište ("Strossmayerpromenade") | 1200             | 2          | 0,066      | 30                       |                  | 522                | Dampf      | 23.04.1893 | 1934  |                               | Standseilbahn Zagreb     |                             |
| Zagreb kroatisch: Zagrebačka uspinjača                                  | 1200             | 2          | 0,066      | 30                       |                  | 522                | elektrisch | 1934       | heute | Zagrebački električni tramvaj | Standseilbahn Zagreb     | rekonstruiert 1934 und 1974 |
| Rumänien                                                                |                  |            |            |                          |                  |                    |            |            |       |                               |                          |                             |
| Comandau                                                                |                  |            |            |                          |                  |                    |            |            |       |                               |                          |                             |
| Griechenland                                                            |                  |            |            |                          |                  |                    |            |            |       |                               |                          |                             |
| Athen, Lykavittos                                                       | 1000             | 1mA        | 0,210      |                          |                  |                    | elektrisch | 1952       | heute |                               |                          |                             |
| Türkei                                                                  |                  |            |            |                          |                  |                    |            |            |       |                               |                          |                             |
| Istanbul, Beyoglu Galata                                                |                  | 2          | 0,607      |                          |                  |                    | Dampf      | 17.01.1875 | 1971  |                               | Tünel                    |                             |
| Istanbul, Beyoglu                                                       |                  | 1mA        | 0,573      |                          |                  |                    | elektrisch | 1971       | heute |                               | Tünel                    |                             |
| Istanbul, Beyoglu                                                       |                  |            |            |                          |                  |                    | elektrisch | 2006       | heute |                               | Füniküler Kabataş–Taksim |                             |

### Osteuropa und ehemalige GUS-Staaten
| Ort, Strecke                                   | Spur- weite (mm) | Gl- ei- se | Länge (km) | Höhen- unter- schied (m) | Gipfel- höhe (m) | größte Neigung (‰) | Antrieb    | von        | bis   | Betrieb durch  | Artikel              | Bemerkungen                                      |
| ---------------------------------------------- | ---------------- | ---------- | ---------- | ------------------------ | ---------------- | ------------------ | ---------- | ---------- | ----- | -------------- | -------------------- | ------------------------------------------------ |
| Ukraine                                        |                  |            |            |                          |                  |                    |            |            |       |                |                      |                                                  |
| Kiew, Podil – Oberstadt                        | 1200             | 1mA        | 0,238      |                          |                  |                    | elektrisch | 07.05.1905 | heute | Kyjiwpastrans  | Standseilbahn Kiew   |                                                  |
| Odessa                                         | 1000             | 1mA        | 0,120      |                          |                  |                    | elektrisch | 08.06.1902 | heute |                | Standseilbahn Odessa |                                                  |
| Russland                                       |                  |            |            |                          |                  |                    |            |            |       |                |                      |                                                  |
| Swetlogorsk (Rauschen)                         |                  | 1mA        |            |                          |                  |                    |            | i. B. 1954 |       |                |                      |                                                  |
| Nischni Nowgorod, Pochvalinski                 |                  | 1mA        |            |                          |                  |                    | Wasser     | 15.07.1896 | 19__  |                |                      |                                                  |
| Nischni Nowgorod, Kreml                        |                  | 1mA        |            |                          |                  |                    | Wasser     | 15.07.1896 | 19__  |                |                      |                                                  |
| Sotschi, Ordjonikidze-Sanatorium               | 1270             | 1mA        | 0,353      |                          |                  |                    |            | __.__.1952 |       |                |                      |                                                  |
| Sotschi, Voroshilov-Sanatorium                 | 1270             | 1mA        | 0,396      |                          |                  |                    |            | __.__.1930 |       |                |                      |                                                  |
| Wladiwostok                                    |                  | 1mA        | 0,180      |                          |                  |                    | elektrisch | __.05.1962 | heute |                |                      |                                                  |
| Aserbaidschan                                  |                  |            |            |                          |                  |                    |            |            |       |                |                      |                                                  |
| Baku                                           |                  | 1mA        |            |                          |                  |                    | elektrisch | ~1960      |       |                |                      |                                                  |
| Georgien                                       |                  |            |            |                          |                  |                    |            |            |       |                |                      |                                                  |
| Tbilissi, Vilnius Platz – Pantheon – Mtazminda | 1000             | 1mA        | 0,503      | 267                      | 727              | 33°                | elektrisch | 27.03.1905 | heute | Mtazminda Park | Standseilbahn Tiflis | 21. Juni 2000 bis 30. Januar 2013 außer Betrieb. |

### Nordamerika

#### Kanada
| Ort, Strecke | Spur- weite (mm) | Gl- ei- se | Länge (km) | Höhenunterschied (m) | Gipfelhöhe (m) | größte Neigung (‰) | Antrieb           | von             | bis        | Betrieb durch | Artikel                            | Bemerkungen |
| --- | ---------------- | ---------- | ---------- | -------------------- | -------------- | ------------------ | ----------------- | --------------- | ---------- | ------------- | ---------------------------------- | --- |
| Alberta |                  |            |            |                      |                |                    |                   |                 |            |               |                                    | |
| Edmonton |                  |            |            |                      |                |                    |                   | 1908            | 1913       |               | Edmonton Incline Railway           | |
| Ontario |                  |            |            |                      |                |                    |                   |                 |            |               |                                    | |
| Hamilton (Ontario) |                  |            |            |                      |                |                    |                   | 1895            | 1936       |               | Edmonton Incline Railway           | ab 1906 als "Wentworth Street Incline Railway", 1949 demoliert                                                   |
| Niagara Falls, Whirlpool Rapids Bridge                                                                                |                  |            |            |                      |                |                    |                   | 1876            | 1934       |               | Whirlpool Rapids Incline           | ersetzt durch "Great Gorge Trip"-Fahrstuhl, der ab 1989 "Great Gorge Adventure" und nun "White Water Walk" heißt |
| Niagara Falls, Whirlpool Rapids Bridge                                                                                |                  |            |            |                      |                |                    |                   | 1869            | 1889       |               | Leander Colt Incline               | abgebaut, stand in der Näde der Whirlpool Rapids Incline                                                         |
| Niagara Falls, Clifton Hill – Bootsanlegestelle                                                                       |                  |            | 0,050      |                      |                |                    | elektrisch        | 1894            | 1990       |               | Maid of the Mist Incline seit 1973 | Ursprungsname: Clifton Incline (1894–1973), 2005 vorhanden, Ersatz durch 4 Fahrstühle                            |
| Niagara Falls, Horseshoe Falls                                                                                        | 1850             | 2          | 0,052      |                      |                |                    | elektrisch        | 08.10.1966      |            |               | Falls Incline Railway              | auch "Horseshoe Falls Incline " genannt,                                                                         |
| Port Stanley |                  | 2          |            |                      |                |                    |                   | 189_            | 190_       |               |                                    | |
| Québec |                  |            |            |                      |                |                    |                   |                 |            |               |                                    | |
| Montreal, 1. Abschnitt: George-Étienne-Cartier-Monument – Mont Royal Bergfuß 2. Abschnitt: Bergfuß – Mount Royal Park |                  |            |            |                      |                |                    | Dampf             | 1879            | 1918       |               | Funiculaire du Mont Royal          | Abbau 1920 |
| Montreal, Olympiastadion, Turmfuß – Upper deck                                                                        |                  |            | 0,266      |                      |                |                    |                   |                 |            |               |                                    | |
| Québec, 16 Rue Petit-Champlain                                                                                        |                  | 2 ?        | 0,064      |                      |                |                    | Wasser elektrisch | 17.11.1879 1907 | 1907 heute |               | Funiculaire du Vieux-Québec        | Höhe 59 m |
| Montmorency-Fall |                  | 1oA        |            |                      |                |                    |                   | 1901            | 1959       |               | Funiculaire des chutes Montmorency | |

#### USA
| Alaska |       |     |       |  |  |  |                                    |                |                 |                                 |                                             |                                                                                             |
| Ketchikan |       |     |       |  |  |  |                                    |                |                 |                                 | Creek Street Funicular Tram                 |                                                                                             |
| Arkansas |       |     |       |  |  |  |                                    |                |                 |                                 |                                             |                                                                                             |
| Marble Falls, Dogpatch USA |       |     |       |  |  |  |                                    | 1971           | 1993            |                                 | Dogpatch Funicular Tram                     | ehemaliger Freizeitpark zwischen Harrison und Jasper, Arkansas                              |
| Colorado |       |     |       |  |  |  |                                    |                |                 |                                 |                                             |                                                                                             |
| Cañon City, Royal Gorge |       |     | 0,453 |  |  |  |                                    | 1931           |                 |                                 | Royal Gorge Incline                         | höchste Neigung: 781 ‰, Höhenunterschied 280 m, renoviert: 1973                             |
| Manitou Springs, Colorado |       |     | 1,600 |  |  |  |                                    | 1903           |                 |                                 | Manitou Incline                             | höchste Neigung: 680 ‰, Höhenunterschied 610 m, renoviert: 1908 und 1958                    |
| Golden, South Table Mountain (Colorado) |       |     |       |  |  |  |                                    | 1912           | 1920            |                                 |                                             |                                                                                             |
| Golden, Lookout Mountain (Colorado) |       |     |       |  |  |  |                                    | 1912           | 1920            |                                 |                                             |                                                                                             |
| Florida |       |     |       |  |  |  |                                    |                |                 |                                 |                                             |                                                                                             |
| Orlando | 1800  | 1mA | 0,676 |  |  |  |                                    | 01-07-2014     |                 |                                 | Hogwarts Express (Universal Orlando Resort) |                                                                                             |
| Iowa |       |     |       |  |  |  |                                    |                |                 |                                 |                                             |                                                                                             |
| Dubuque, 512 Fenelon Place |       |     | 0,090 |  |  |  |                                    | 25.07.1882     | heute           | Fenelon Place Elevator Company  | Fourth Street Elevator                      |                                                                                             |
| Dubuque |       |     |       |  |  |  |                                    |                |                 |                                 | Eleventh Street Elevator                    | geschlossen                                                                                 |
| Kalifornien |       |     |       |  |  |  |                                    |                |                 |                                 |                                             |                                                                                             |
| Capitola |       |     |       |  |  |  |                                    | 1972           | 2014 i. B.      |                                 | Shadowbrook restaurant Hillevator lift      |                                                                                             |
| Dana Point, Strand – Hügel |       |     | 0,055 |  |  |  |                                    | 2009           |                 | Stadt Dana Point                | Strand Beach Funicular                      |                                                                                             |
| Fairfax, California |       |     |       |  |  |  |                                    | 1913           | 1929            |                                 | Mount Lowe Railway                          |                                                                                             |
| Los Angeles, Downtown Los Angeles, Hill Street                                                                                                 | 762   | 1mA | 0,091 |  |  |  |                                    | 1901 1996 2010 | 1969 2001 heute |                                 | Angels Flight                               |                                                                                             |
| Los Angeles |       | 2   | 0,055 |  |  |  |                                    | 31.12.1901     | 20.10.1943      |                                 | Court Flight                                |                                                                                             |
| Los Angeles, Highland Park district Mount Washington                                                                                           | 1067  | 3SA |       |  |  |  |                                    | 24.05.1909     | 01.01.1919      |                                 | Mount Washington Railway                    |                                                                                             |
| Los Angeles, Industry, Dwight D Eisenhower Course                                                                                              |       | 1mA | 0,122 |  |  |  |                                    | __.01.1981     |                 |                                 | Industry Hills Incline                      | Standseilbahn für Golfer                                                                    |
| Mount Lowe |       |     | 0,991 |  |  |  |                                    | 189?           | 1938            |                                 | Mount Lowe Railway                          |                                                                                             |
| Santa Clarita, Valencia, Six Flags Magic Mountain                                                                                              |       |     |       |  |  |  |                                    |                |                 |                                 | Orient Express                              | Ursprungsname: Funicular                                                                    |
| Santa Catalina Island, Amphitheater – Bergspitze                                                                                               |       |     |       |  |  |  |                                    | 1904           | 1923            |                                 | Santa Catalina Island Incline Railway       |                                                                                             |
| Santa Catalina Island, Amphitheater – Pebble Beach                                                                                             |       |     |       |  |  |  |                                    | 1904           | 1923            |                                 | Santa Catalina Island Incline Railway       |                                                                                             |
| North Fork Feather River, Bucks Creek Powerhouse                                                                                               |       |     |       |  |  |  |                                    | 31.12.1901     | 20.10.1943      |                                 | Court Flight                                | Werkbahn, abgebaut (2014)                                                                   |
| Mount Tamalpais |       |     |       |  |  |  |                                    |                |                 |                                 | Mount Tamalpais Gravity Railroad            |                                                                                             |
| Massachusetts |       |     |       |  |  |  |                                    |                |                 |                                 |                                             |                                                                                             |
| Quincy, Bunker Hill Monument |       |     | 4,8   |  |  |  | Pferd                              | 07-Okt-1826    |                 |                                 | Granite Railway                             |                                                                                             |
| Michigan |       |     |       |  |  |  |                                    |                |                 |                                 |                                             |                                                                                             |
| Grand Rapids, John Ball Zoological Garden |       |     |       |  |  |  |                                    | 2012 (August)  |                 |                                 |                                             |                                                                                             |
| Kalamazoo, Western Michigan University, Campus                                                                                                 |       |     |       |  |  |  |                                    | 1908           | 1949            | Universität                     | Western State Normal Railroad               |                                                                                             |
| Minnesota |       |     |       |  |  |  |                                    |                |                 |                                 |                                             |                                                                                             |
| Duluth |       |     |       |  |  |  |                                    | 1891           | 1939            |                                 | 7th Avenue West Incline Railway             |                                                                                             |
| Duluth (in West-D.) |       |     |       |  |  |  |                                    | 1889           | 1916            |                                 | Duluth Belt Line Railway                    |                                                                                             |
| Missouri |       |     |       |  |  |  |                                    |                |                 |                                 |                                             |                                                                                             |
| Branson, Marvel Cave, Silver Dollar City |       |     |       |  |  |  |                                    | 1957           | 2014 i. B.      |                                 |                                             |                                                                                             |
| New Jersey |       |     |       |  |  |  |                                    |                |                 |                                 |                                             |                                                                                             |
| Hoboken, Paterson Plank Road – Ferry Street |       |     |       |  |  |  |                                    | 1873           |                 |                                 | Hoboken Elevated Wagon Lift                 | geschlossen                                                                                 |
| Weehawken, Weehawken Ferry |       |     |       |  |  |  |                                    | 1957           | 2014 i. B.      |                                 | Eldorado Elevator                           |                                                                                             |
| Weehawken, Hackensack Plank Road – West Hoboken (nun Union City)                                                                               |       |     |       |  |  |  |                                    | 1873           |                 |                                 | Weehawken Elevated Wagon Lift               | geschlossen                                                                                 |
| West Orange, Weehawken Ferry | 2438  | 2   | 2     |  |  |  |                                    | 1892           | 1902            | Orange Mountain Cable Company   | Bergbahnen am Orange Mountain               |                                                                                             |
| New Hampshire |       |     |       |  |  |  |                                    |                |                 |                                 |                                             |                                                                                             |
| Goffstown - South Uncanoonuc Mountain |       | 1mA | 0,725 |  |  |  | elektrisch                         | 8. Juni 1907   | 1941            |                                 | Uncanoonuc Incline Railway                  | maximale Steigung: 35 %, Oberleitungsbetrieb                                                |
| New York |       |     |       |  |  |  |                                    |                |                 |                                 |                                             |                                                                                             |
| Beacon | 914   |     | 0,469 |  |  |  |                                    | 1902 (Mai)     | 1978            |                                 | Mount Beacon Incline Railway                | Steigung: mittlere 65 %, maximal 74 %                                                       |
| Niagara Falls, Prospect Point Park |       | 2   |       |  |  |  | Wasser elektrisch                  | 1845           | 1907            |                                 | Prospect Park Incline Railway               | Abbau 1908, Ersatz durch Aufzüge (1910–1960), ab 1961 Prospect Point Park observation tower |
| Palenville, New York – Catskill Mountain House                                                                                                 | 914   | 1mA | 2.134 |  |  |  | Dampf                              | 07.08.1892     | 1918            |                                 | Otis Elevating Railway                      | Höhendifferenz: 497 m; Steigung: mittlere 12 %, maximal 34 %                                |
| Yonkers |       |     |       |  |  |  |                                    | 1894           | 1937            |                                 | Park Hill Incline                           |                                                                                             |
| North Carolina |       |     |       |  |  |  |                                    |                |                 |                                 |                                             |                                                                                             |
| Maggie Valley, North Carolina, Ghost Town in the Sky                                                                                           |       |     |       |  |  |  |                                    | 1961           | 2002            |                                 |                                             | Bahn im Freizeitpark                                                                        |
| Fontana Dam |       |     |       |  |  |  |                                    |                | 2014 a.B.       |                                 |                                             | Werkbahn an der Staumauer des Little Tennessee River                                        |
| Ohio |       |     |       |  |  |  |                                    |                |                 |                                 |                                             |                                                                                             |
| Cincinnati, Mount Adams | 1435  | 2   | 0,288 |  |  |  |                                    | 1872           | 1948            |                                 | Mount Adams Incline                         |                                                                                             |
| Cincinnati, Mount Auburn Historic District |       |     |       |  |  |  |                                    | 1872           | 1898            |                                 | Mount Auburn Incline                        |                                                                                             |
| Cincinnati |       |     |       |  |  |  |                                    | 1876           | 1926            |                                 | Bellevue Incline                            |                                                                                             |
| Cincinnati |       |     |       |  |  |  |                                    | 1892           | 1923            |                                 | Fairview Incline                            |                                                                                             |
| Cincinnati, Price Hill |       | 4   |       |  |  |  |                                    | 1874           | 1943            |                                 | Price Hill Incline                          |                                                                                             |
| Pennsylvanien Ort, Stadtviertel, Straße |       |     |       |  |  |  |                                    |                |                 |                                 |                                             |                                                                                             |
| Altoona |       | 1mA | 0,088 |  |  |  |                                    |                |                 |                                 | Horseshoe Curve Funicular                   |                                                                                             |
| Ashley |       |     |       |  |  |  |                                    | 1837           | 1948            |                                 | Ashley Planes                               |                                                                                             |
| Beaver Falls, Patterson Heights |       |     |       |  |  |  |                                    | 1895           | 1927            |                                 | Patterson Heights Incline                   |                                                                                             |
| Gallitzin |       |     |       |  |  |  |                                    |                |                 |                                 | Allegheny Portage Railroad                  |                                                                                             |
| Johnstown | 2440  | 2   | 0,273 |  |  |  | Dampf (bis Januar 1912) elektrisch | 01.06.1891     |                 | CamTran                         | Johnstown Inclined Plane                    | Höhendifferrez: 153 m, Steigung: 709 ‰                                                      |
| Jim Thorpe (gegründet als "Mauch Chunk") | 1067  | 2   |       |  |  |  |                                    |                |                 |                                 | Mount Pisgah Plane                          | Mauch Chunk Switchback Railway                                                              |
| Summit Hill | 1067  | 2   |       |  |  |  |                                    |                |                 |                                 | Mount Jefferson Plane                       | Mauch Chunk Switchback Railway                                                              |
| Pittsburgh |       |     |       |  |  |  |                                    | 1887           | 1892            |                                 | Bellevue Incline                            |                                                                                             |
| Pittsburgh, South Shore bei Arlington Avenue – Mount Washington bei Haberman Avenue                                                            |       |     | 0,411 |  |  |  | elektrisch ab 1918                 | 1890           | 21.06.1964      |                                 | Castle Shannon Incline                      |                                                                                             |
| Pittsburgh, Mount Washington: Bailey Avenue bei Haberman Avenue – Mount Washington: Warrington Avenue bei Haberman Avenue                      |       |     |       |  |  |  | Dampf                              | 20.08.1892     | 1919 etwa       |                                 | Castle Shannon South Incline                |                                                                                             |
| Pittsburgh, Perry Hilltop (south) Strauss Street bei Metcalf Street – Perry Hilltop: Irwin Avenue bei Chautauqua Street                        |       |     |       |  |  |  |                                    | 1895           | 1905            |                                 | Clifton Incline (Pittsburgh)                |                                                                                             |
| Pittsburgh, South Shore: Carson Street – Mount Washington: Grandview Avenue bei Oneida Place                                                   | 1524  |     | 0,244 |  |  |  | Dampf elektrisch                   | 1877           | heute           |                                 | Duquesne Incline                            | Höhenunterschied: 122 m, Steigung 30 Grad                                                   |
| Pittsburgh, 2nd Avenue bei Tenth Street Bridge – Bluff Street bei Magee Street                                                                 | 3048  |     | 0,805 |  |  |  |                                    | 1882           | 1906            |                                 | Fort Pitt Incline                           | Höhenunterschied: 114 m                                                                     |
| Pittsburgh | 914 ? |     |       |  |  |  |                                    | 1877           |                 |                                 |                                             | H.B. Hays and Brothers Coal Railroad, Bahnen bei Becks Run und Streets Run                  |
| Pittsburgh, South Side Flats: Bradish Street zwischen 11th and 12th Streets – Allentown: Brosville Street bei Warrington Avenue                | 2743  |     | 0,806 |  |  |  |                                    | 1890           | 03.12.1960      |                                 | Knoxville Incline                           | abgebaut 1960                                                                               |
| Pittsburgh, South Shore: Carson Street bei Smithfield Street Bridge – Mount Washington: Grandview Avenue bei Wyoming Street                    | 1524  | 2   | 0,194 |  |  |  | Dampf elektrisch (ab 1935)         | 28.05.1870     | heute           |                                 | Monongahela Incline                         | Höhenunterschied: 113 m, Steigung: 35 Grad 35 Minuten                                       |
| Pittsburgh, South Shore: Carson Street bei Smithfield Street Bridge – Mount Washington: Grandview Avenue bei Wyoming Street                    | 3034  | 2   | 0,194 |  |  |  |                                    | 1883           | 1935            |                                 | Monongahela Freight Incline                 |                                                                                             |
| Pittsburgh, South Side Flats: Freyburg Street bei 12th Street – South Side Slopes: Warrington Avenue bei Mount Oliver Street                   |       |     | 0,488 |  |  |  |                                    | 1871           | 25.05.1951      |                                 | Mount Oliver Incline                        | Höhenunterschied: 115 m                                                                     |
| Pittsburgh, McKees Rocks, Island Avenue – Norwood Place                                                                                        |       |     |       |  |  |  |                                    | 1801           | 1923            |                                 | Norwood Incline                             |                                                                                             |
| Pittsburgh-Fineview: Federal Street bei Henderson Street – Meadville Street bei Catoma Street                                                  |       |     |       |  |  |  |                                    | 1877           | 1899            |                                 | Nunnery Hill Incline                        | hatte Kurve                                                                                 |
| Pittsburgh, Strip District: Spring Way bei 17th Street – Hill District: Arcena Street bei Ledlie Street                                        |       |     |       |  |  |  |                                    | 1883           | 1953            |                                 | Penn Incline                                |                                                                                             |
| Pittsburgh-Perry Hilltop: North Charles Street bei Nublock Street – Yale Street bei Ridgewood Street                                           |       |     |       |  |  |  |                                    | 1889           | 1900            |                                 | Ridgewood Incline                           |                                                                                             |
| Pittsburgh, South Side Flats: Josephine Street near Greeley Street – South Side Slopes: Salisbury Street zwischen Fernleaf und Sterling Street |       | 2   | 0,610 |  |  |  |                                    | 1886           | 1935            | St. Clair Incline Plane Company | St. Clair Incline                           | Höhenunterschied: 76 m                                                                      |
| Pittsburgh-Troy Hill: Ohio Street – 1733 Lowrie Street bei Froman Street                                                                       |       |     | 0,113 |  |  |  |                                    | 18             | 19              |                                 | Troy Hill Incline                           | Steigung: 47 %                                                                              |
| Pittsburgh, Carson Street – Bailey | 1016  |     | 0,260 |  |  |  |                                    | vor 1871       | 01.05.1912      |                                 | Pittsburgh and Castle Shannon Plane         |                                                                                             |
| West Elizabeth, Kohlenmine – Monongahela River                                                                                                 |       |     |       |  |  |  |                                    |                |                 |                                 | Walton’s coal incline                       |                                                                                             |
| West Elizabeth, Kohlenmine – Monongahela River                                                                                                 |       |     |       |  |  |  |                                    |                |                 |                                 | O’Neil and Company Incline                  |                                                                                             |
| Tennessee |       |     |       |  |  |  |                                    |                |                 |                                 |                                             |                                                                                             |
| Chattanooga, St. Elmo – Point Park | 1435  | 1mA | 1,600 |  |  |  | Dampf elektrisch nach 1911         | 16.11.1895     | heute           |                                 | Lookout Mountain Incline Railway            | maximale Steigung: 727 ‰                                                                    |
| Utah |       |     |       |  |  |  |                                    |                |                 |                                 |                                             |                                                                                             |
| Park City, St. Regis Deer Crest Resort |       |     |       |  |  |  |                                    | 2008           | 2014 i. B.      |                                 |                                             |                                                                                             |
| Virginia |       |     |       |  |  |  |                                    |                |                 |                                 |                                             |                                                                                             |
| Fairfax County, Huntington, U-Bahn Station |       |     |       |  |  |  |                                    | 1983           | heute           |                                 | Huntington Metro Station Funicular          |                                                                                             |
| Roanoke | 1435  |     | 0,060 |  |  |  |                                    | 10.08.1910     | 1929            |                                 | Mill Mountain Incline                       |                                                                                             |
| Wisconsin |       |     |       |  |  |  |                                    |                |                 |                                 |                                             |                                                                                             |
| Milwaukee, Villa Terrace Decorative Arts Museum                                                                                                |       |     |       |  |  |  |                                    |                |                 |                                 |                                             |                                                                                             |

### Mittelamerika
| (Region) Ort                                                  | Spur- weite (mm) | Gl- ei- se | Länge (km) | Höhenunterschied (m) | Gipfelhöhe (m) | größte Neigung (‰) | Antrieb | von       | bis  | Betrieb durch | Artikel | Bemerkungen |
| ------------------------------------------------------------- | ---------------- | ---------- | ---------- | -------------------- | -------------- | ------------------ | ------- | --------- | ---- | ------------- | ------- | --- |
| Mexiko                                                        |                  |            |            |                      |                |                    |         |           |      |               |         | |
| Bundesstaat Guerrero, Acapulco, Hotel Puerto Arturo           |                  |            |            |                      |                |                    |         |           |      |               |         | |
| Bundesstaat Guanajuato, Guanajuato                            |                  |            |            |                      |                |                    |         |           |      |               |         | |
| Bundesstaat Nuevo León, García (Nuevo León), Grutas de Garcia |                  |            |            |                      |                |                    |         | ?         | 2003 |               |         | Zubringer zu einer Touristenattraktion (Eingang zu einem Höhlensystem), Höhendifferenz 750 m, 2003 durch Luftseilbahn ersetzt, |
| Puerto Rico                                                   |                  |            |            |                      |                |                    |         |           |      |               |         | |
| Las Croabas, Anlage 1                                         | 1166             |            |            |                      |                |                    |         | 1945 etwa |      |               |         | |
| Las Croabas, Anlage 2                                         | 1166             |            |            |                      |                |                    |         | 1969      |      |               |         | |
| Las Croabas, Anlage 3                                         | 1166             |            |            |                      |                |                    |         | 1969      |      |               |         | |
| Fajardo (Puerto Rico)                                         |                  |            |            |                      |                |                    |         |           |      |               |         | |

### Südamerika

#### Argentinien, Bolivien, Brasilien
| Ort, Strecke                                                  | Spur- weite (mm) | Gl- ei- se | Länge (km) | Höhenunterschied (m) | Gipfelhöhe (m) | größte Neigung (‰) | Antrieb | von        | bis   | Betrieb durch | Artikel                     | Bemerkungen |
| ------------------------------------------------------------- | ---------------- | ---------- | ---------- | -------------------- | -------------- | ------------------ | ------- | ---------- | ----- | ------------- | --------------------------- | --- |
| Argentinien                                                   |                  |            |            |                      |                |                    |         |            |       |               |                             | |
| Provinz La Rioja, Chilecito, Christ Redeemer Portezuelo       |                  | 1          | 0,125      |                      |                |                    |         | 14-08-2012 | heute |               |                             | Höhenunterschied 20 m, |
| Provinz Río Negro, San Carlos de Bariloche, Cerro Otto        |                  |            |            |                      |                |                    |         | 2007       |       |               |                             | [ 8 ] |
| Bolivien                                                      |                  |            |            |                      |                |                    |         |            |       |               |                             | |
| La Paz, Funicular Kusillo                                     |                  |            | 0,048      |                      |                |                    |         | 2003       | heute |               |                             | Schrägaufzug zum Kusillo-Museum, Höhendifferenz 38 m, Steigung 76 %. Höchstgelegene Standseilbahn der Welt (3600 m)                                                          |
| Brasilien                                                     |                  |            |            |                      |                |                    |         |            |       |               |                             | |
| Bundesstaat Bahia                                             |                  |            |            |                      |                |                    |         |            |       |               |                             | |
| Salvador da Bahia, Elevador Lacerda                           |                  |            |            |                      |                |                    |         | 1873       |       |               |                             | späterer Name: Elevador Antônio de Lacerda |
| Salvador da Bahia, Elevador Taboão                            |                  |            |            |                      |                |                    |         | 1865       | 1961  |               |                             | |
| Salvador da Bahia, Gonçalves                                  | 1435             |            | 0,113      |                      |                |                    |         | 1874       | heute |               |                             | 1909 elektrifiziert, Höhendifferenz 57 m, Bahn sollte ursprünglich "Isabel" heißen, was auch heute noch zu Irritationen führt                                                |
| Salvador da Bahia, Pilar                                      | 1000             |            | 0,073      |                      |                |                    |         | 1897       | heute |               |                             | elektrifiziert 1915, Betriebspause 1984–2006, Höhendifferenz 46 m, maximale Steigung 78 %.                                                                                   |
| Salvador da Bahia, Stadtteil Liberdade                        |                  |            |            |                      |                |                    |         | 1981       |       |               |                             | |
| Salvador da Bahia, Quartier Graça, Barra                      |                  |            | 0,124      |                      |                |                    |         | 1873       |       |               |                             | elektrifiziert 1906 |
| Bundesstaat Paraná                                            |                  |            |            |                      |                |                    |         |            |       |               |                             | |
| Foz do Iguaçu                                                 |                  |            | 0,040 etwa |                      |                |                    |         |            | 1985  |               |                             | existent 1977, geschlossen 1985 |
| Bundesstaat Rio de Janeiro                                    |                  |            |            |                      |                |                    |         |            |       |               |                             | |
| Niterói, Plano Inclinado do Colégio Salesiano em Santa Rosa   |                  |            |            |                      |                |                    |         | 1907       | 1916  |               |                             | |
| Rio de Janeiro, Copacabana, Lagoa                             |                  |            |            |                      |                |                    |         |            |       |               |                             | |
| Rio de Janeiro, Copacabana, Pavão Pavãozinho                  |                  |            |            |                      |                |                    |         |            |       |               |                             | wieder in Betrieb seit 11. November 2002 |
| Rio de Janeiro, Cosme Velho, Rua Rûmania                      |                  |            |            |                      |                |                    |         |            |       |               |                             | halböffentlich |
| Rio de Janeiro, Plano Inclinado da Glória                     |                  |            |            |                      |                |                    |         | 1942       | heute |               |                             | |
| Rio de Janeiro, Plano Inclinado de Santa Teresa               |                  |            |            |                      |                |                    |         | 1887       |       |               |                             | |
| Rio de Janeiro, Lagoinhas, Wohnsiedlung Equitava.             |                  |            |            |                      |                |                    |         |            |       |               |                             | |
| Rio de Janeiro, Usina, Colégio Regina Coëlhi                  |                  |            |            |                      |                |                    |         |            |       |               |                             | |
| Rio de Janeiro, Stadtteil Penha, I                            |                  |            |            |                      |                |                    |         |            |       |               |                             | außer Betrieb |
| Rio de Janeiro, Stadtteil Penha, II                           |                  |            |            |                      |                |                    |         | 2003       |       |               |                             | Betrieb seit 5. Oktober 2003 |
| Rio de Janeiro, Stadtteil Botafogo, Friedhof São João Batista |                  |            |            |                      |                |                    |         |            |       |               |                             | halböffentlich |
| Rio de Janeiro, Stadtteil Botafogo, Favela Dona Marta         |                  |            |            |                      |                |                    |         |            |       |               |                             | obere 3 Stationen eröffnet 2007 |
| Bundesstaat São Paulo                                         |                  |            |            |                      |                |                    |         |            |       |               |                             | |
| Caieiras                                                      |                  |            |            |                      |                |                    |         | 1883       |       |               |                             | Transportseilbahn |
| Cubatão, Wasserkraftwerk Henry Borden                         |                  |            |            |                      |                |                    |         |            |       |               |                             | Kraftwerkbahn |
| Santos, Funicular Nova Cintra                                 |                  |            |            |                      |                |                    |         | 1902       | 1922  |               |                             | |
| Santos, Standseilbahn Monte Serrat                            | 1000             | 1mA        | 0,250      |                      |                |                    |         | 1927       |       |               |                             | Höhe 120 m |
| Santos-Jundiaí, Serra do Mar, Serra do Mar Incline            |                  |            |            |                      |                |                    |         |            |       |               | Standseilbahn Paranapiacaba | Umbau zur Zahnradbahn, die früheren Systeme "Old Sierra Incline" und "New Serra Incline" wurden ersetzt, Teilstrecke Santos – São Paulo Bahn, Betrieb mit 3000 V Gleichstrom |

#### Chile
| Ort, Strecke | Untere Station                           | Obere Station                             | Name des Hügels     | Spur- weite (mm) | Gl- ei- se | Länge (km) | Antrieb | von        | bis           | Betrieb durch                                       | Artikel               | Bemerkungen                              |
| ------------ | ---------------------------------------- | ----------------------------------------- | ------------------- | ---------------- | ---------- | ---------- | ------- | ---------- | ------------- | --------------------------------------------------- | --------------------- | ---------------------------------------- |
| Curicó       |                                          |                                           | Cerro Condell       |                  |            |            |         | 2012       |               |                                                     |                       |                                          |
| Santiago     | Pío Nono                                 | Cumbre                                    | Cerro San Cristóbal | 1050             | 1mA        | 0,485      | 380 V   | 1925       | in Betrieb    | Transportes Turísticos Santiago Limitada (Turistik) | Funicular de Santiago | Steigung: 45–48 Grad                     |
| Santiago     |                                          |                                           | Cerro Santa Lucía   |                  |            |            |         | 1902       | 1910          |                                                     |                       |                                          |
| Valparaíso   | Calle Bustamante                         | Calle Almirante Riveros                   | Arrayán             |                  | 2          |            |         | 1907       | 1971          |                                                     | Arrayán               |                                          |
| Valparaíso   | Plaza Wheelwright                        | Paseo 21 de Mayo                          | Artillería          |                  | 2          |            |         | 29.12.1892 | in Betrieb    | privat                                              | Artillería 1          | Höhendifferenz 80 m, Steigung 27,5 Grad  |
| Valparaíso   | Plaza Wheelwright                        | Paseo 21 de Mayo                          | Artillería          |                  |            |            |         | 1906       | außer Betrieb |                                                     | Artillería 2          | außer Betrieb seit Dezember 2013         |
| Valparaíso   | Avenida España                           | Avenida Diego Portales                    | Barón               |                  | 2          |            |         | 1909       | in Betrieb    | Stadt                                               | Barón                 | Wasser, später Strom                     |
| Valparaíso   | Calle Condell                            | Calle Héctor Calvo                        | Bellavista          |                  |            |            |         | 1899       | 1970          |                                                     | Bellavista            |                                          |
| Valparaíso   | Calle Prat                               | Paseo Gervasoni                           | Concepción          |                  |            |            |         | 01.09.1883 | in Betrieb    | staatlich                                           | Concepción            |                                          |
| Valparaíso   | Calle Serrano                            | Plaza Eleuterio Ramírez                   | Cordillera          |                  |            |            |         | 1886       | in Betrieb    | staatlich                                           | Cordillera            |                                          |
| Valparaíso   | Calle Jorge Ossandón                     | Calle Antofagasta                         | Delicias            |                  |            |            |         | 1925       | 1961          |                                                     | Delicias              |                                          |
| Valparaíso   | Plaza de Justicia                        | Paseo Yugoslavo                           | Alegre              |                  | 2          |            |         | 1901       | in Betrieb    | Stadt                                               | El Peral              |                                          |
| Valparaíso   | Calle Esmeralda                          | Paseo Mirador Atkinson                    | Concepción          |                  |            |            |         | 1905       | 1948          |                                                     | Esmeralda             |                                          |
| Valparaíso   | Calle Aldunate                           | Calle Rudolph                             | Bellavista          |                  |            |            |         | 1911       | 2010          | staatlich                                           | Espíritu Santo        |                                          |
| Valparaíso   | Avenida España                           | Avenida Diego Portales                    | Barón               |                  |            |            |         | 1902       | 1911          |                                                     | Ferroviario           |                                          |
| Valparaíso   | Calle Carrera                            | Calle Marconi                             | Florida             |                  |            |            |         | 1907       | 2009          | privat                                              | Florida               |                                          |
| Valparaíso   | Avenida Francia                          | Calle Federico Varela                     | La Cruz             |                  |            |            |         | 1906       | 1990          |                                                     | La Cruz               |                                          |
| Valparaíso   | Calle Luis Cousiño                       | Avenida Alemania                          | Las Cañas           |                  |            |            |         | 1925       | 1980          |                                                     | Las Cañas             |                                          |
| Valparaíso   | Calle Eusebio Lillo                      | Paseo Hermanos Clark                      | Larraín             |                  |            |            |         | 1909       | 2010          | privat                                              | Larraín               |                                          |
| Valparaíso   | Calle Eusebio Lillo                      | Calle Lecheros                            | Lecheros            |                  |            | 0,096      |         | 1908       | 2007          | Stadt                                               | Lecheros              | Höhenunterschied: 35 m, Steigung 58 Grad |
| Valparaíso   | Calle Gaspar Marín                       | Paseo Barbosa                             | Mariposas           |                  |            |            |         | 1906       | 2009          | privat                                              | Mariposas             |                                          |
| Valparaíso   | Calle Casablanca esquina Canciani        | Pasaje Ascensor                           | Merced              |                  |            |            |         | 1914       | 1915          |                                                     | Merced                |                                          |
| Valparaíso   | Avenida Baquedano                        | Calle Bianchi                             | Monjas              |                  |            |            |         | 1912       | 2009          | privat                                              | Monjas                |                                          |
| Valparaíso   | Plazuela Ecuador                         | Calle Dinamarca                           | Panteón             |                  |            |            |         | 1901       | 1952          |                                                     | Panteón               |                                          |
| Valparaíso   | Avenida Perdices                         | Camino Cintura                            | Perdices            |                  |            |            |         | 1931       | 1968          |                                                     | Perdices              |                                          |
| Valparaíso   | Avenida Diego Portales                   | Avenida Los Placeres                      | Placeres            |                  |            |            |         | 1913       | 1952          |                                                     | Placeres              |                                          |
| Valparaíso   | Calle Almirante Simpson                  | Calle Latorre                             | Polanco             |                  |            |            |         | 1916       | in Betrieb    | Stadt                                               | Polanco               |                                          |
| Valparaíso   | Avenida Santa Elena                      | Calle Ramaditas                           | Ramaditas           |                  |            |            |         | 1914       | 1941          |                                                     | Ramaditas             |                                          |
| Valparaíso   | Calle Elías                              | Paseo Dimalow                             | Concepción          |                  |            | 0,040      |         | 1903       | in Betrieb    | Stadt                                               | Reina Victoria        | Höhenunterschied 30 m                    |
| Valparaíso   | Calle Tomás Ramos                        | Calle Canal                               | Cordillera          |                  |            |            |         | 1913       | in Betrieb    | Stadt                                               | San Agustín           |                                          |
| Valparaíso   | Hospital San Juan de Dios                | Hospital San Juan de Dios                 | El litre            |                  |            |            |         | 1898       | 1906          |                                                     | San Juan de Dios      |                                          |
| Valparaíso   | Calle Cajilla                            | Calle Cayocopíl                           | Santo Domingo       |                  |            |            |         | 1910       | 1974          |                                                     | Santo Domingo         |                                          |
| Valparaíso   | Zentralhof des Hospital Carlos Van Buren | Oberer Teil des Hospital Carlos Van Buren | El Litre            |                  |            |            |         | 1932       | in Betrieb    | privat                                              | Van Buren             |                                          |
| Valparaíso   | Avenida Antonio Varas                    | Pedro León Gallo                          | Playa Ancha         |                  |            |            |         | 1913       | 2005          | privat                                              | Villaseca             |                                          |
| Viña del Mar |                                          |                                           |                     |                  |            |            |         | 1984       |               |                                                     | Villanelo             |                                          |

#### Kolumbien, Peru, Venezuela
| Kolumbien                                                          |      |  |       |  |      |       |  |  | |
| Bogotá, Monserrate                                                 | 1000 |  | 0,820 |  | 1929 | heute |  |  | Höhenunterschied 454 m, größte Neigung 805 ‰                                                                                                  |
| Peru                                                               |      |  |       |  |      |       |  |  | |
| Lima, Barranco                                                     |      |  |       |  | 1896 | ?     |  |  | Zubringer zum Strand, 1930 zu Schrägaufzug umgebaut, stillgelegt (genaues Datum unbekannt), Länge war 100 m, Höhendifferenz 60 m, abgebrochen |
| Lima, Chorrillos                                                   |      |  |       |  | 1875 | 1881  |  |  | Zubringer zum Strand, im Salpeterkrieg zerstört                                                                                               |
| Machu Picchu, Wasserkraftwerk (Central Hidroélectrica Machupicchu) |      |  | 0,320 |  |      |       |  |  | Kraftwerkbahn, Höhendifferenz 200 m |
| Venezuela                                                          |      |  |       |  |      |       |  |  | |
| Mérida – Río Chama (Venezuela)                                     |      |  | 3,000 |  |      |       |  |  | |

### Afrika
| Ort, Strecke                                 | Spur- weite (mm) | Gl- ei- se | Länge (km) | Höhen- unter- schied (m) | Gipfel- höhe (m) | größte Neigung (‰) | System     | von  | bis   | Betrieb durch | Artikel         | Bemerkungen |
| -------------------------------------------- | ---------------- | ---------- | ---------- | ------------------------ | ---------------- | ------------------ | ---------- | ---- | ----- | ------------- | --------------- | ----------- |
| Südafrika                                    |                  |            |            |                          |                  |                    |            |      |       |               |                 |             |
| Kapstadt, Kap der Guten Hoffnung, Kap-Spitze |                  | 1mA        | 0,585      | 87                       | 214              | 160                | elektrisch | 1996 | heute |               | Flying Dutchman |             |

### Asien

#### Japan
| (Region) Ort                                            | Spur- weite (mm) | Gl- ei- se | Länge (km) |  |  |  | Antrieb    | von  | bis  | Betrieb durch               | Artikel                        | Bemerkungen                                                                      |
| ------------------------------------------------------- | ---------------- | ---------- | ---------- |  |  |  | ---------- | ---- | ---- | --------------------------- | ------------------------------ | -------------------------------------------------------------------------------- |
| Japan                                                   |                  |            |            |  |  |  |            |      |      |                             |                                |                                                                                  |
| Region Chūbu                                            |                  |            |            |  |  |  |            |      |      |                             |                                |                                                                                  |
| Präfektur Toyama, Tateyama                              | 1067             |            | 0,8        |  |  |  | elektrisch | 1969 |      | Tateyama Kurobe Kankō       | Kurobe-Standseilbahn           | Höhenunterschied: 373 m                                                          |
| Präfektur Toyama, Tateyama                              | 1067             |            | 1,3        |  |  |  | elektrisch | 1954 |      | Tateyama Kurobe Kankō       | Tateyama-Standseilbahn         | Höhenunterschied: 487 m                                                          |
| Präfektur Shizuoka, Kannami                             | 1435             |            | 0,3        |  |  |  | elektrisch | 1956 |      | Izuhakone Tetsudō           | Jukkokutōge-Standseilbahn      | Höhenunterschied: 101 m                                                          |
| Region Kantō                                            |                  |            |            |  |  |  |            |      |      |                             |                                |                                                                                  |
| Präfektur Tokio, Ōme, Mitake                            | 1049             |            | 1,0        |  |  |  | elektrisch | 1934 |      | Mitake Tozan Tetsudō        | Mitake-Bergbahn                | Höhenunterschied: 424 m                                                          |
| Präfektur Tokio, Hachiōji, Takao                        | 1067             |            | 1,0        |  |  |  | elektrisch | 1927 |      | Takao Tozan Dentetsu        | Takao-Bergbahn                 | Höhenunterschied: 271 m, steilste Eisenbahnlinie in Japan (608 ‰)                |
| Präfektur Ibaraki, Tsukuba, Tsukuba                     | 1067             |            | 1,6        |  |  |  | elektrisch | 1925 |      | Tsukuba Kankō Tetsudō       | Standseilbahn Tsukuba          | Höhenunterschied: 495 m                                                          |
| Präfektur Kanagawa, Hakone, Gora – Onsen                | 983              |            | 1,2        |  |  |  | elektrisch | 1922 |      | Hakone Tozan Tetsudō        | Hakone Tozan Cable Car         | Höhenunterschied: 214 m, maximale Steigung: 200 ‰                                |
| Präfektur Kanagawa, Isehara, zum Berg Ōyama             | 1067             |            | 0.8        |  |  |  | elektrisch | 1931 |      | Ōyama Kankō Dentetsu        | Ōyama-Standseilbahn            | Höhenunterschied: 276 m                                                          |
| Region Kinki                                            |                  |            |            |  |  |  |            |      |      |                             |                                |                                                                                  |
| Präfektur Hyōgo, Kōbe, Stadtbezirk Nada, Rokkō          | 1067             | 1mA        | 1,7        |  |  |  | elektrisch | 1932 |      |                             | Rokkō-Standseilbahn            | Höhenunterschied: 493 m                                                          |
| Präfektur Hyōgo, Kōbe                                   |                  |            |            |  |  |  |            |      |      |                             | Skylator                       | eigentlich ein Fahrstuhl                                                         |
| Präfektur Hyōgo, Kōbe, Stadtbezirk Nada, Maya           | 1067             | 1kA        | 0,9        |  |  |  | elektrisch | 1925 |      | Kobe City Urban Development | Maya-Standseilbahn             | Höhenunterschied: 312 m, 1 Tunnel (157 m)                                        |
| Präfektur Hyōgo, Kawanishi, zum Berg Myōken             | 1435             | 1mA        | 0,6        |  |  |  | elektrisch | 1925 |      | Nose Dentetsu               | Myōken-Standseilbahn           |                                                                                  |
| Präfektur Kyōto, Kyōto, Sakyō-ku, zum Berg Kurama       | 800              | 1kA        | 0,2        |  |  |  | elektrisch | 1957 |      | Kurama-dera                 | Kurama-dera-Standseilbahn      | Höhenunterschied: 29 m                                                           |
| Präfektur Kyōto, Miyazu                                 | 1067             |            | 0,4        |  |  |  | elektrisch | 1927 |      | Tango Kairiku Kōtsū         | Amanohashidate-Standseilbahn   | Höhenunterschied: 130 m                                                          |
| Präfektur Kyōto, Sakyō-ku, zum Enryaku-ji               | 1067             |            | 1,3        |  |  |  | elektrisch | 1925 |      | Keifuku Denki Tetsudō       | Eizan-Standseilbahn            | Höhenunterschied: 561 m                                                          |
| Präfektur Kyōto, Yawata, zum Iwashimizu Hachiman-gū     | 1067             | 1kA        | 0,4        |  |  |  | elektrisch | 1926 |      | Keihan Denki Tetsudō        | Otokayama-Standseilbahn        | Höhenunterschied: 82 m                                                           |
| Präfektur Nara, Ikoma, Toriimae – Hōzanji               | 1067             | 2          | 0,9        |  |  |  | elektrisch | 1918 |      | Kintetsu                    | Ikoma-Standseilbahn            | 1. Abschnitt, Höhenunterschied: 146 m, erste kommerzielle Standseilbahn in Japan |
| Präfektur Nara, Ikoma, Hōzanji – Ikoma-Sanjō            | 1067             |            | 1,1        |  |  |  | elektrisch | 1929 |      | Kintetsu                    | Ikoma-Standseilbahn            | 2. Abschnitt, Höhenunterschied: 322 m                                            |
| Präfektur Osaka, Yao, zum Chōgo Sonshi-ji               | 1067             | 1kA        | 1,3        |  |  |  | elektrisch | 1930 |      | Kintetsu                    | Standseilbahn Nishi-Shigi      | Höhenunterschied: 355 m                                                          |
| Präfektur Osaka, Yao, zum Chōgo Sonshi-ji               |                  |            |            |  |  |  |            |      | 1983 | Kintetsu                    | Standseilbahn Higashi-Shigi    |                                                                                  |
| Präfektur Shiga, Ōtsu, zum Enryaku-ji                   | 1067             |            | 2,0        |  |  |  | elektrisch | 1927 |      | Hieizan Tetsudō             | Sakamoto-Standseilbahn         | Höhenunterschied: 484 m                                                          |
| Präfektur Wakayama, Kōya, zum Kōya-san                  | 1067             | 1kA        | 0,8        |  |  |  | elektrisch | 1930 |      | Nankai Denki Tetsudō        | Kōyasan-Standseilbahn          | Höhenunterschied: 330 m                                                          |
| Region Kyūshū                                           |                  |            |            |  |  |  |            |      |      |                             |                                |                                                                                  |
| Präfektur Fukuoka, Kitakyūshū                           | 1067             |            | 1,1        |  |  |  | elektrisch | 1957 |      | Sarakurayama Tozan Tetsudō  | Sarakurayama-Standseilbahn     | Höhenunterschied: 440 m                                                          |
| Präfektur Ōita, Beppu                                   | 1067             |            | 0,3        |  |  |  | elektrisch | 1929 |      | Okamoto MFG                 | Beppu-Rakutenchi-Standseilbahn | Höhenunterschied: 122 m, maximale Steigung: 558 ‰                                |
| Region Shikoku                                          |                  |            |            |  |  |  |            |      |      |                             |                                |                                                                                  |
| Präfektur Kagawa, Takamatsu                             | 1067             | 1mA        | 0,7        |  |  |  | elektrisch | 1931 |      | Shikoku Kēburu              | Yakuri-Standseilbahn           | Höhenunterschied: 167 m, Oberleitung                                             |
| Region Tōhoku                                           |                  |            |            |  |  |  |            |      |      |                             |                                |                                                                                  |
| Präfektur Aomori, Sotogahama, Kap Tappi – Seikan-Tunnel | 914              | 1kA        | 0,8        |  |  |  | elektrisch | 1988 |      | Seikan-Tunnel Museum        | Seikan-Tunnel Tappi Shakō Line |                                                                                  |

#### Übriges Asien
| Ort, Strecke                                                   | Spur- weite (mm) | Gl- ei- se | Länge (km) | Höhen- unter- schied (m) | Gipfel- höhe (m) | größte Neigung (‰) | Antrieb          | von             | bis        | Betrieb durch                                                   | Artikel                          | Bemerkungen |
| -------------------------------------------------------------- | ---------------- | ---------- | ---------- | ------------------------ | ---------------- | ------------------ | ---------------- | --------------- | ---------- | --------------------------------------------------------------- | -------------------------------- | --- |
| China                                                          |                  |            |            |                          |                  |                    |                  |                 |            |                                                                 |                                  | |
| Chongqing                                                      |                  |            |            |                          |                  |                    |                  |                 |            |                                                                 |                                  | |
| Hongkong, Hong Kong Island, Central – Victoria Peak            | 1520             | 1mA        | 1,365      | 368                      |                  | 510                | Dampf elektrisch | 30.05.1888 1926 | heute      | Peninsula Hotels                                                | Peak Tram                        | 1989 wurde die Anlage automatisiert,                                                                                     |
| Hongkong, Ocean Park Hong Kong                                 |                  |            |            |                          |                  |                    |                  |                 |            |                                                                 |                                  | |
| Hongkong, Sha Tin District Sha Tin Po Fook Hill Ancestral Hall |                  |            |            |                          |                  |                    |                  |                 |            |                                                                 |                                  | |
| Provinz Jiangxi                                                |                  |            |            |                          |                  |                    |                  |                 |            |                                                                 |                                  | |
| Jiujiang, Lushan – Sandiequan                                  |                  |            |            |                          |                  |                    |                  | 2002            |            |                                                                 |                                  | |
| Indien                                                         |                  |            |            |                          |                  |                    |                  |                 |            |                                                                 |                                  | |
| Bundesstaat Himachal Pradesh, Jogindernagar                    |                  |            |            |                          |                  |                    |                  |                 |            |                                                                 | Shanan Hydroelectric Project     | [ 9 ] |
| Bundesstaat Maharashtra, Bhira (150 km von Mumbai)             |                  |            |            |                          |                  |                    |                  |                 |            |                                                                 | Bhira Hydroelectric Project      | Kraftwerkbahn |
| Bundesstaat Maharashtra, Bhivpuri Road                         |                  |            |            |                          |                  |                    |                  |                 |            |                                                                 |                                  | |
| Bundesstaat Maharashtra, Saptashrungi                          |                  |            |            |                          |                  |                    |                  |                 |            |                                                                 | Devi Tempel                      | [ 10 ] |
| Bundesstaat Tamil Nadu, Palani                                 |                  |            |            |                          |                  |                    |                  |                 |            |                                                                 | Palani Murugan Tempel            | [ 11 ] |
| Israel                                                         |                  |            |            |                          |                  |                    |                  |                 |            |                                                                 |                                  | |
| Haifa, Kikar Paris (Pariser Platz) – Gan Halem                 | 1980             | 1mA        | 1,8        |                          | 268              |                    |                  | 1956 1992       | 1986 heute | Ha Carmelit Haifa ltd.                                          | Karmelit                         | ganz unterirdisch |
| Libanon                                                        |                  |            |            |                          |                  |                    |                  |                 |            |                                                                 |                                  | |
| Harissa                                                        |                  | 2          |            |                          |                  |                    |                  |                 |            |                                                                 | Funiculaire de Harissa           | |
| Malaysia                                                       |                  |            |            |                          |                  |                    |                  |                 |            |                                                                 |                                  | |
| George Town – Penang Hill                                      | 1000             | 1mA        | 0,907      | 319                      |                  |                    | elektrisch       | 21.10.1923      | heute      |                                                                 | Penang Hill Railway 1. Abschnitt | |
| George Town – Penang Hill                                      | 1000             | 1mA        | 1,313      |                          |                  |                    | elektrisch       | 1977            | heute      |                                                                 | Penang Hill Railway 2. Abschnitt | (Penang Hill Bahn) (Bukit Pendera, 830 m)                                                                                |
| George Town – Penang Hill                                      |                  | 1mA        | 2,0        | 670                      | 740              |                    | elektrisch       | 1924            | heute      | Perbadanan Bukit Bendera Pulau Pinang (Penang Hill Corporation) | Keretapi Bukit Pendera           | Penang Hill Bahn: Fahrzeug der dritten Generation (Third Generation Coach) ab 24.4.2011, Neuer unterer Bahnhof 16.1.2019 |
| Nordkorea                                                      |                  |            |            |                          |                  |                    |                  |                 |            |                                                                 |                                  | |
| Paektusan                                                      |                  |            | 1,1        |                          |                  |                    |                  |                 | heute      |                                                                 | Standseilbahn Paektusan          | |
| Pakistan                                                       |                  |            |            |                          |                  |                    |                  |                 |            |                                                                 |                                  | |
| Khojak Tunnel                                                  | 1676             | 1mA        |            |                          |                  |                    |                  | 1888            | 1891       |                                                                 | Khojak Rope Inclines             | |
| Incline #1                                                     | 1676             |            | 0,402      | 138                      | 2212             | 35 %               |                  |                 |            |                                                                 | Khojak Rope Inclines             | |
| Incline #2                                                     | 1676             |            | 0,433      | 173                      |                  | 40 %               |                  |                 |            |                                                                 | Khojak Rope Inclines             | |
| Incline #3                                                     | 1676             |            | 1,204      | 148                      |                  | 10–14 %            |                  |                 |            |                                                                 | Khojak Rope Inclines             | |
| Incline #4                                                     | 1676             |            | 1,433      | 115                      |                  | 8–13 %             |                  |                 |            |                                                                 | Khojak Rope Inclines             | |
| Thailand                                                       |                  |            |            |                          |                  |                    |                  |                 |            |                                                                 |                                  | |
| Provinz Chiang Mai, Stadt Chiang Mai                           |                  |            |            |                          |                  |                    |                  |                 |            |                                                                 | Wat Phra That Doi Suthep         | |
| Provinz Phetchaburi, Geschichtspark Phra Nakhon Khiri          |                  |            |            |                          |                  |                    |                  |                 |            |                                                                 |                                  | |
| Provinz Songkhla, Stadt Songkhla                               |                  |            |            |                          |                  |                    |                  |                 |            |                                                                 | Khao Tang Kuan                   | |

### Australien / Ozeanien
| Ort, Strecke                            | Spur- weite (mm) | Gl- ei- se | Länge (km) | Höhen- unter- schied (m) | Gipfel- höhe (m) | größte Neigung (‰) | System                      | von            | bis             | Betrieb durch            | Artikel                 | Bemerkungen                                                                                                |
| --------------------------------------- | ---------------- | ---------- | ---------- | ------------------------ | ---------------- | ------------------ | --------------------------- | -------------- | --------------- | ------------------------ | ----------------------- | --- |
| Australien                              |                  |            |            |                          |                  |                    |                             |                |                 |                          |                         | |
| New South Wales, Katoomba, Schrägaufzug | 1067             | 1oA        | 0,415      | 206                      |                  | 1280               | elektrisch                  | 1885           |                 | Scenic World             | Katoomba Scenic Railway | |
| Neuseeland                              |                  |            |            |                          |                  |                    |                             |                |                 |                          |                         | |
| Wellington, Lambton-Kai – Kelburn       | 1000             | 2 1mA      | 0,628      | 120                      |                  | 179                | Dampf elektrisch elektrisch | 1902 1933 1979 | 1933 1978 heute | Wellington Cable Car Ltd | Wellington Cable Car    | seit der Erneuerung 1979 nur noch eingleisig mit Ausweiche, seit Dezember 2000 Wellington Cable Car Museum |